# Bernhard Rode
Bernhard Rode est un peintre d'histoire et graveur allemand, actif à Berlin et dans le Brandebourg dans la seconde moitié du XVIIIe siècle. Né à Berlin le 25 juillet 1725 et mort dans la même ville le 28 juin 1797, il a été en étroite relation avec les personnalités marquantes du mouvement de l'Aufklärung à Berlin et de ses idées, qu'il a contribué à diffuser par ses œuvres.

## Biographie

### Jeunesse et formation

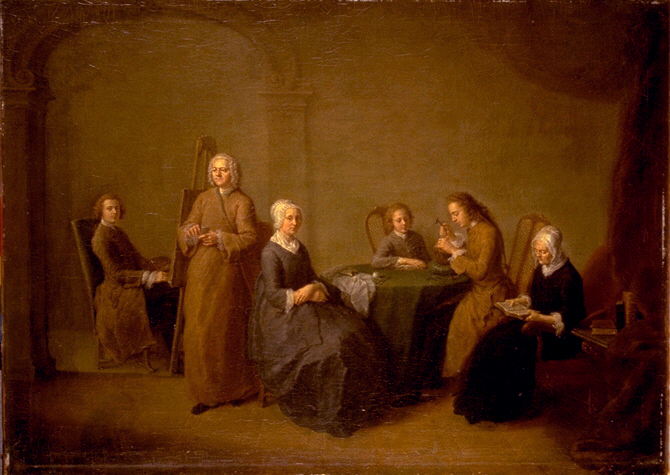
Autoportrait avec sa famille, huile sur toile, vers 1745, Berlin, Gemäldegalerie

Rode est le fils d'un orfèvre Christian Bernhardt Rode et de sa femme Anna Sophie ; ses frères sont aussi artisans d'art : Johann Heinrich est graveur, Philipp potier d'art. Il reçoit ses premiers enseignements artistiques de son père, puis d'un peintre peu connu, N. Müller. Il est ensuite formé à la peinture de portrait pendant quatre ans dans l'atelier du peintre de cour Antoine Pesne, le plus influent des artistes de Berlin et du Brandebourg à l'époque.
À partir de 1748, Rode effectue plusieurs voyages d'étude hors de Prusse. À Paris, il travaille pendant dix-huit mois dans les ateliers de Jean Restout et de Charles André van Loo ; il y rencontre Jean-Baptiste Deshayes et développe sa passion pour l'histoire. Il se rend également à Venise et à Rome pour étudier les maîtres anciens. Il est de retour à Berlin en 1755 ou 1756. 

### Carrière à Berlin

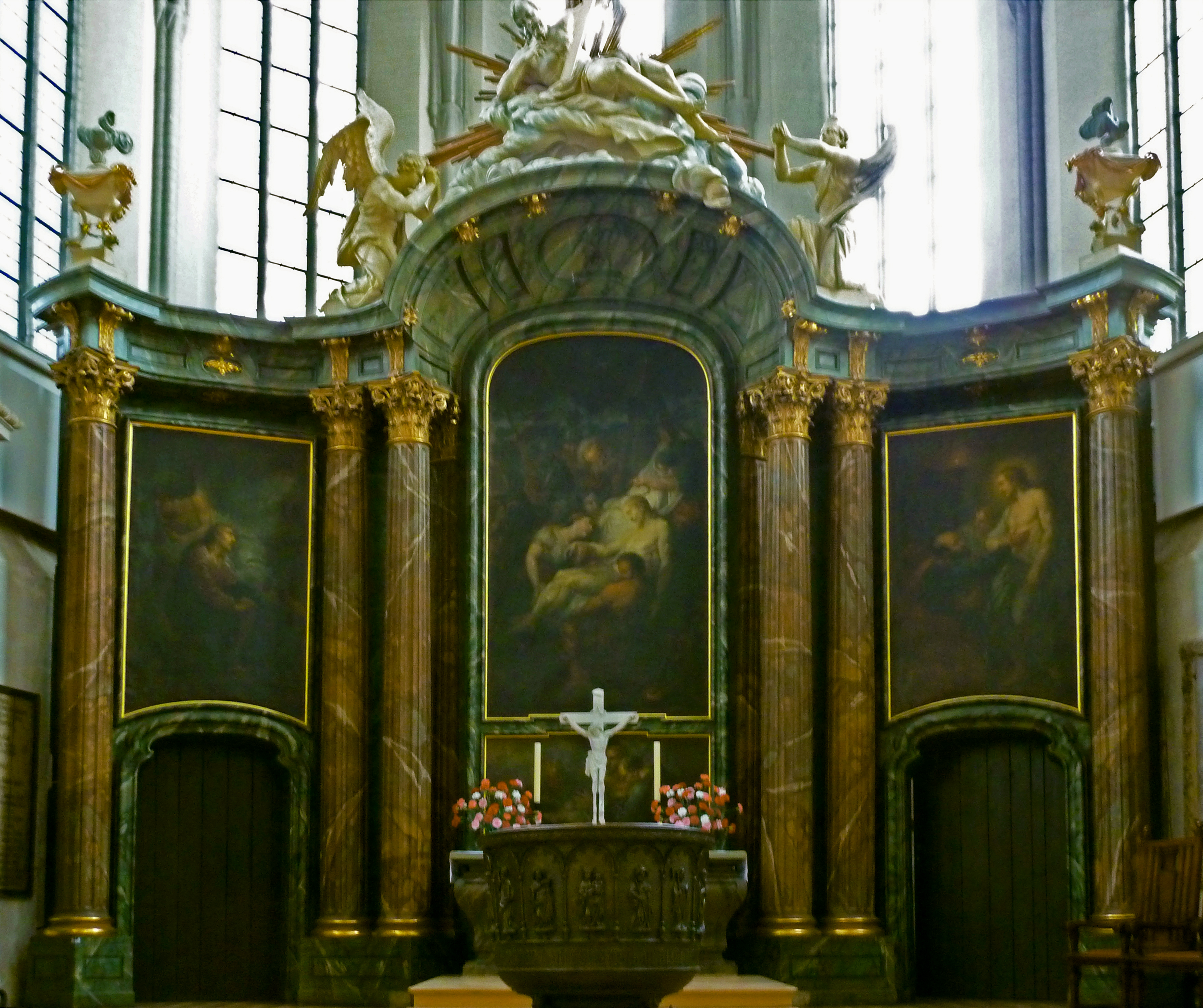
Retable d'autel, Berlin, église Sainte-Marie

En 1757, Rode se marie ; lui et sa femme Sophie Luise n'auront pas d'enfants. Grâce à une rente viagère que lui fait son père, Rode est financièrement indépendant : une particularité rare à cette époque, où les artistes dépendaient étroitement de leurs commanditaires ou de leurs mécènes. Rode en revanche était dans une large mesure libre de déterminer lui-même ses techniques de travail, son style et les thèmes de ses œuvres. Il a pu ainsi offrir des retables à des églises de campagne du Brandebourg, ainsi qu'à sa propre paroisse à Berlin : l'église Sainte-Marie de Berlin (St. Marien ou Marienkirche) conserve quatre tableaux de lui. Comme il estimait l'enseignement de l'Académie des beaux-Arts (Königlich-Preußische Akademie der Künste und der Mechanischen Wissenschaften) insuffisant, il a ouvert à son domicile privé un cours de dessin, fréquenté en particulier par Daniel Chodowiecki.

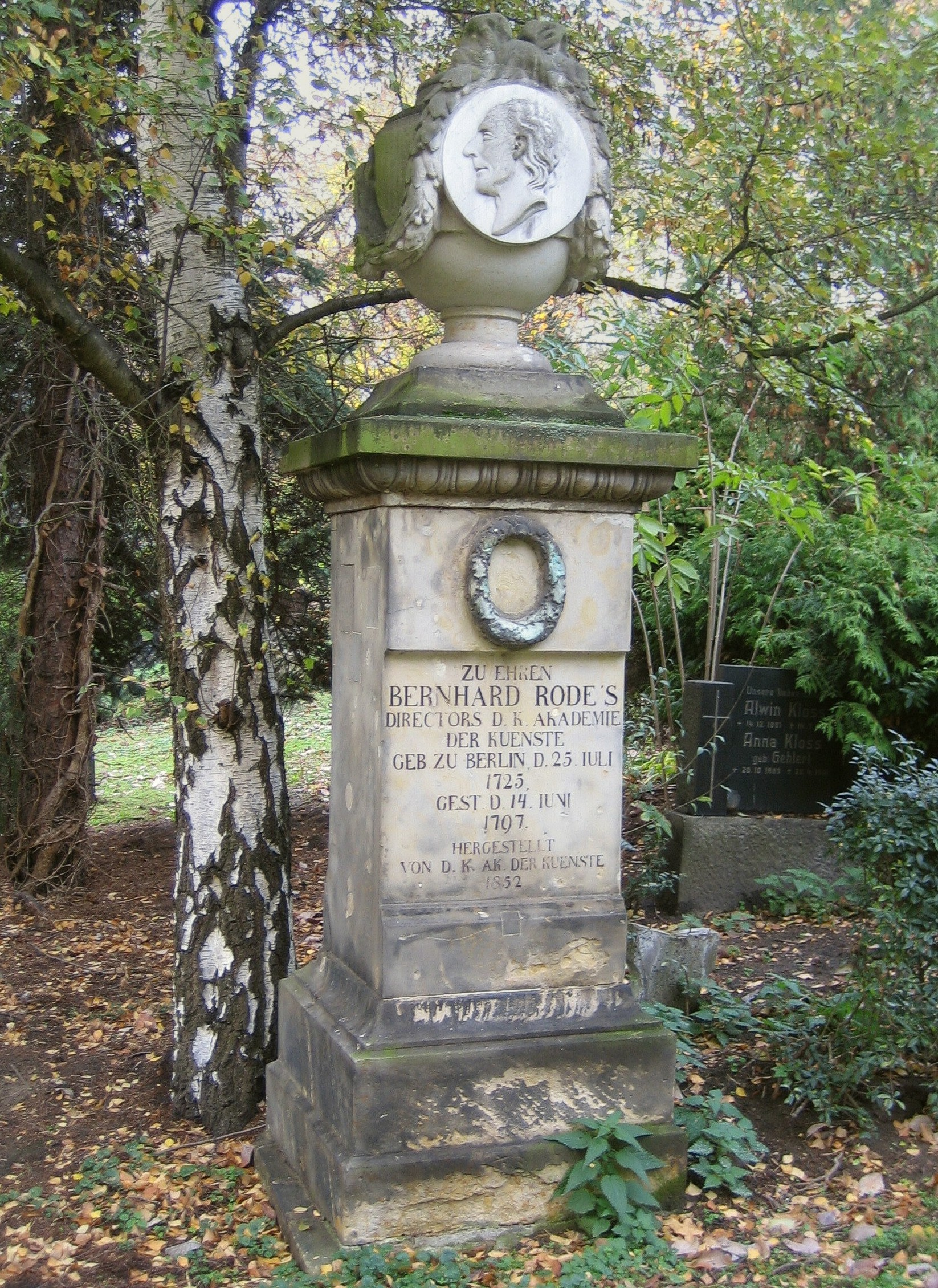
Tombe de Rode

Malgré de graves problèmes de santé à partir de 1785, Rode reste actif artistiquement jusqu'à sa mort en 1797. Il est inhumé au Schützenkirchhof, le cimetière de l'église Sankt Nikolai et Sankt Mariengemeinden de Berlin ; lorsque ce petit cimetière a été détruit, la tombe de Rode est transférée au nouveau cimetière sur la Prenzlauer Allee. L'Académie des Arts y fait ériger en 1852 un monument funéraire avec le portrait de Rode en médaillon ; depuis 1994, le monument a reçu la distinction de tombe d'honneur (Ehrengrab) de la ville de Berlin.

### Rode et l'Aufklärung
Berlin était depuis 1750 un centre intellectuel actif de l'Aufklärung autour de l'éditeur et écrivain Friedrich Nicolai, du poète et le philosophe Karl Wilhelm Ramler, des philosophes Johann Georg Sulzer et Thomas Abbt, ainsi que par intermittence Gotthold Ephraim Lessing et Moses Mendelssohn ; ouvert aux objectifs d'émancipation de la bourgeoisie, tout en restant loyal et patriotique envers la Prusse et son roi, le mouvement s'intéresse à l'histoire et à l'art allemand. Bernhard Rode est lié à plusieurs membres de ce cercle, et certains de leurs objectifs se retrouvent dans son œuvre artistique.

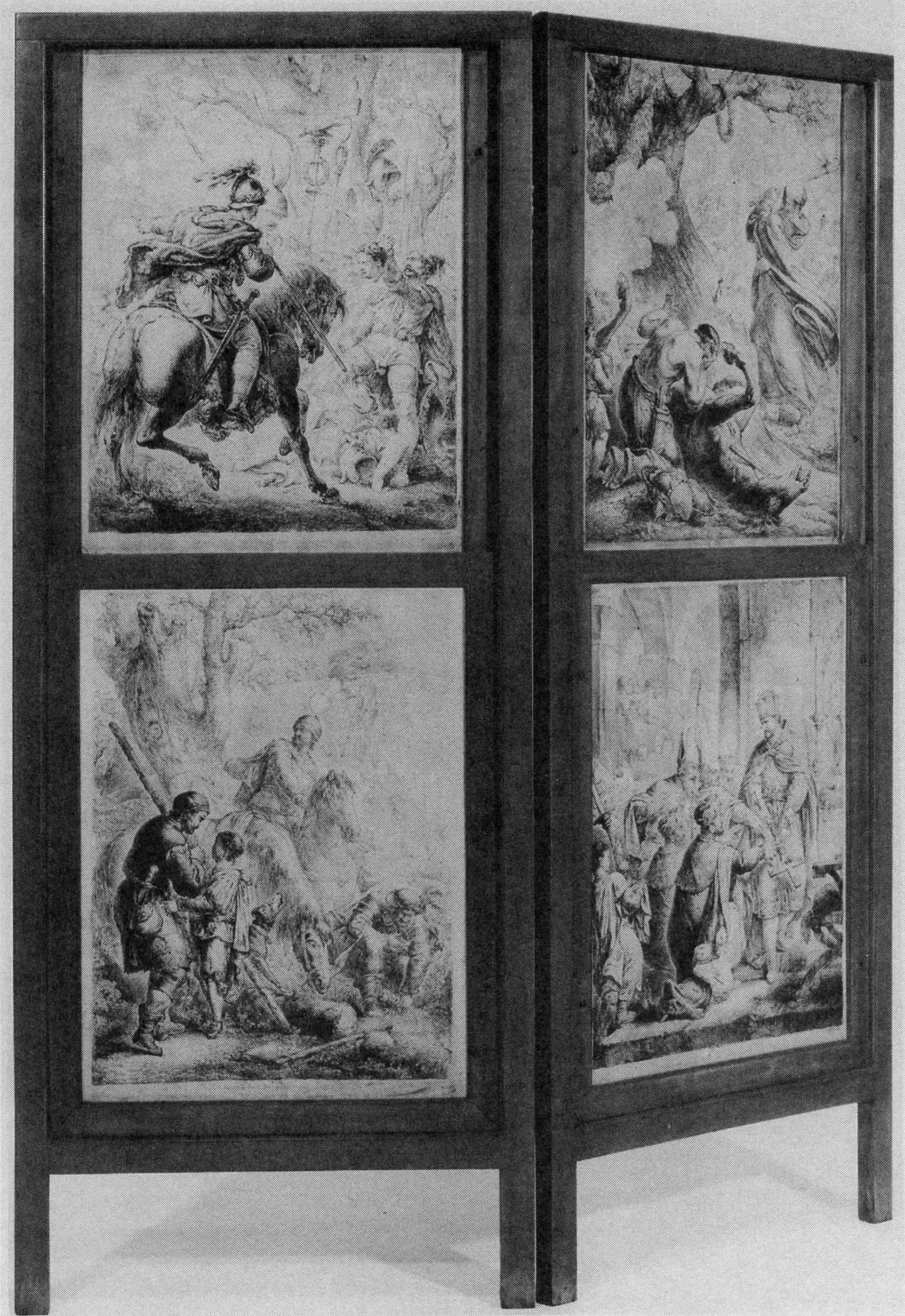
Écran pare-feu avec gravures consacrées à l'histoire allemande, Wörlitz, Gotisches Haus

En particulier Karl Wilhelm Ramler, un ami proche de Rode, l'a conduit à faire de l'histoire du Brandebourg et de la Prusse un thème essentiel de son art, avec un intérêt pour tous les acteurs (dirigeants comme sujets) et toutes les périodes (notamment le Moyen Âge) de cette histoire. Rode a également été influencé par l'ouvrage de Johann Georg Sulzer Allgemeine Theorie der Schönen Künste (Théorie générale des beaux-arts) ; Sulzer apprécie d'ailleurs dans l'œuvre de Rode « l'impression de droiture et d'intégrité, de vraie gloire, d'amour de la patrie de liberté, d'humanité ».

### L'Académie des beaux-arts
Rode est membre depuis 1756 de l'Académie des Arts. En 1783, il succède à Blaise Nicolas Le Sueur à la direction de l'institution ; sa nomination est activement soutenue par Daniel Chodowiecki et les autres académiciens qui espéraient une revitalisation de l'Institution qui avait perdu de son importance. Rode ne parviendra cependant pas à faire évoluer la situation.

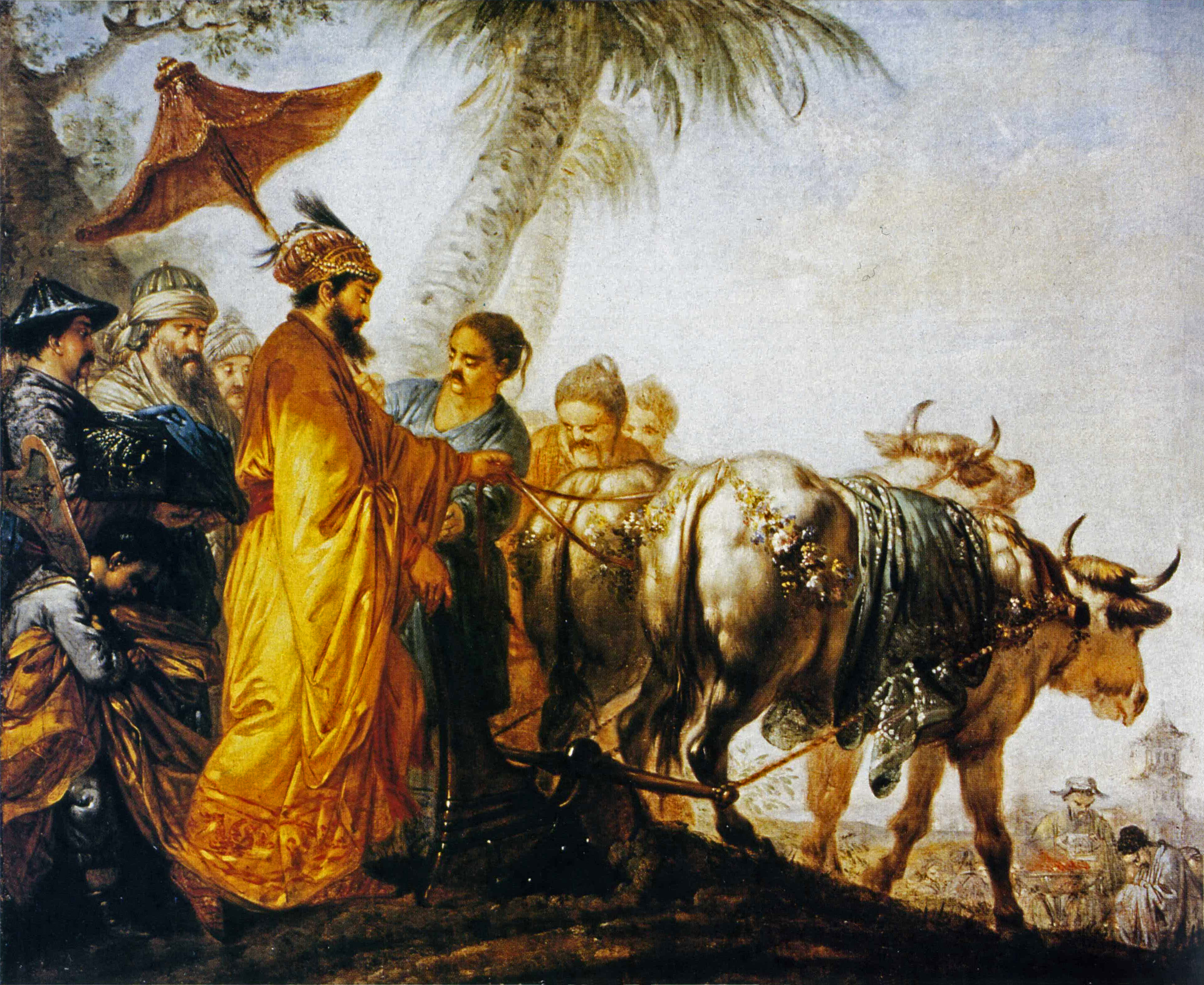
L'empereur de Chine trace le premier sillon : allégorie célébrant l'assolement, vers 1770, Berlin, Schloss Britz
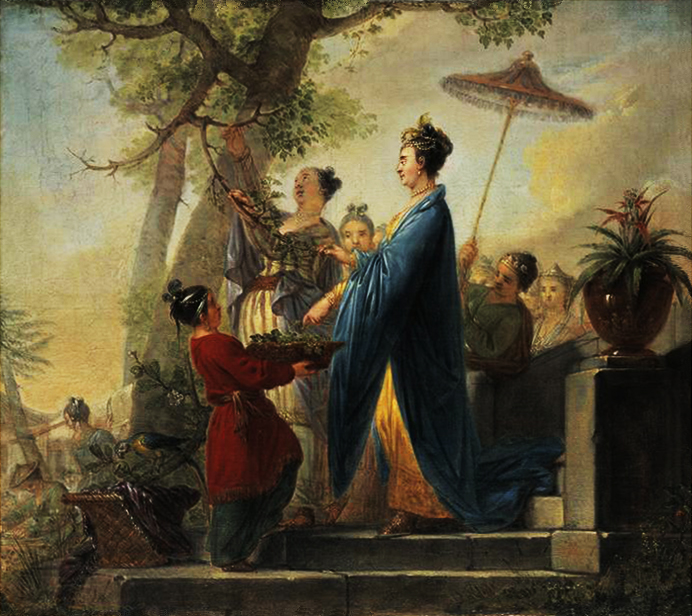
L'impératrice de la Chine cueillant la première feuille de mûrier : célébration de la culture de la soie, vers 1770, Berlin, Schloss Britz
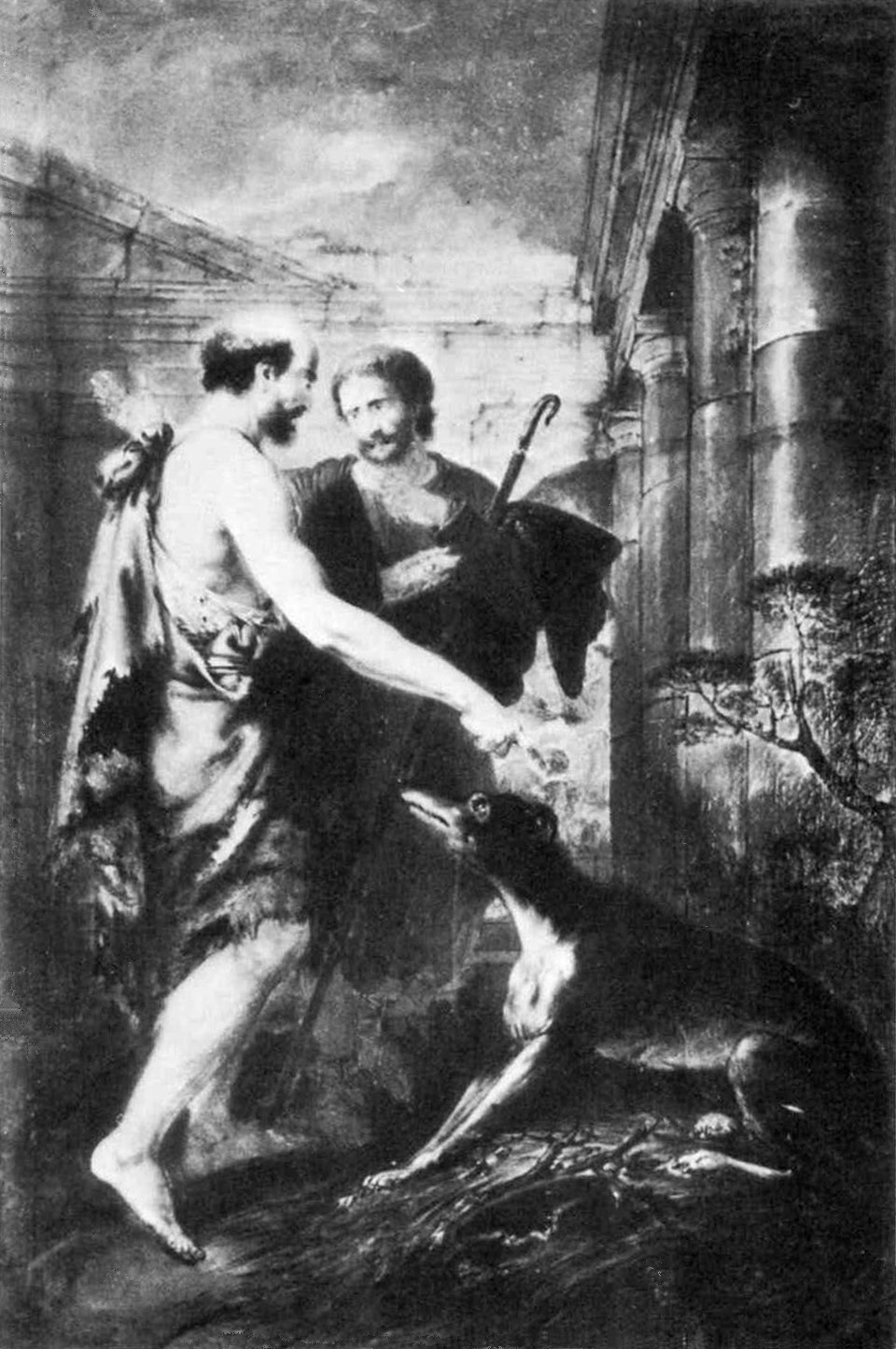
Ulysse reconnu par son chien, vers 1778, Giekau, château de Gut Neuhaus
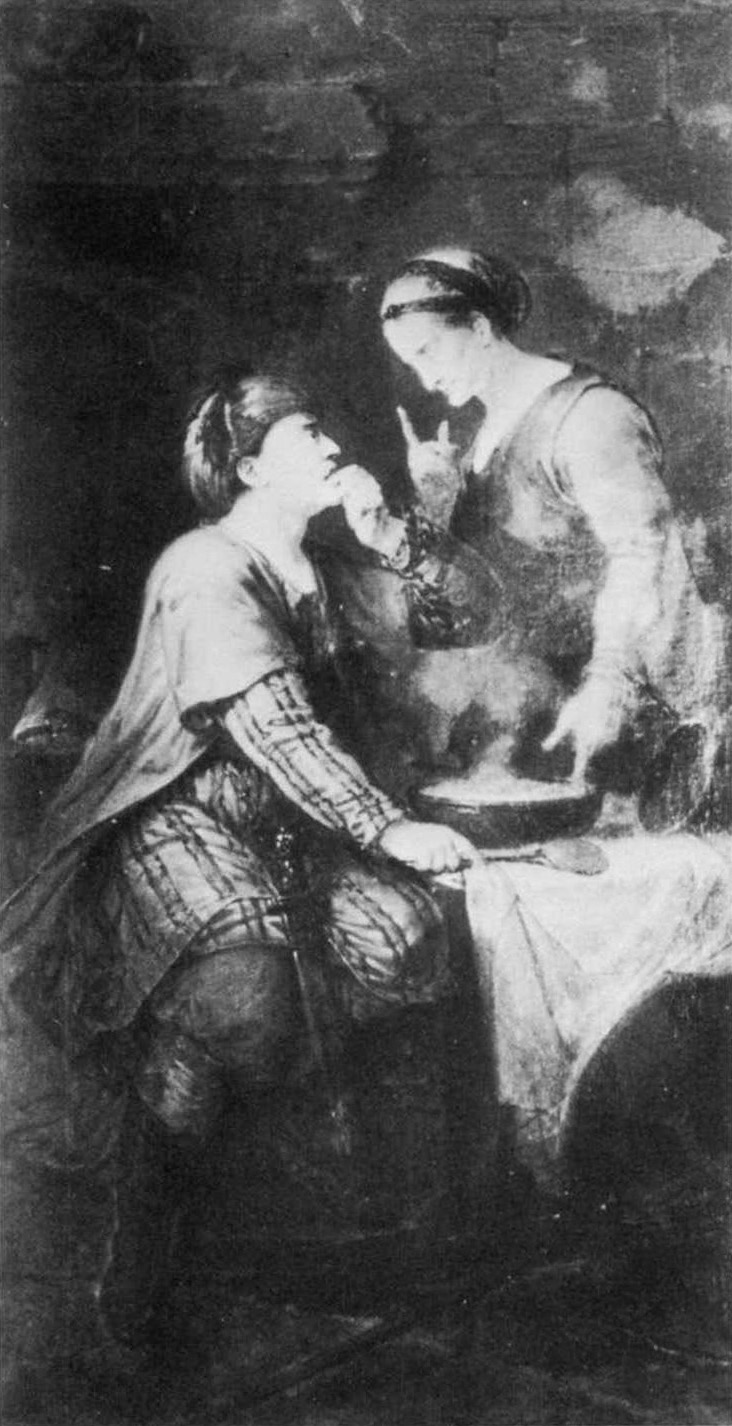
Scène de la vie de Tamerlan, 1781-1782, Giekau, château de Gut Neuhaus
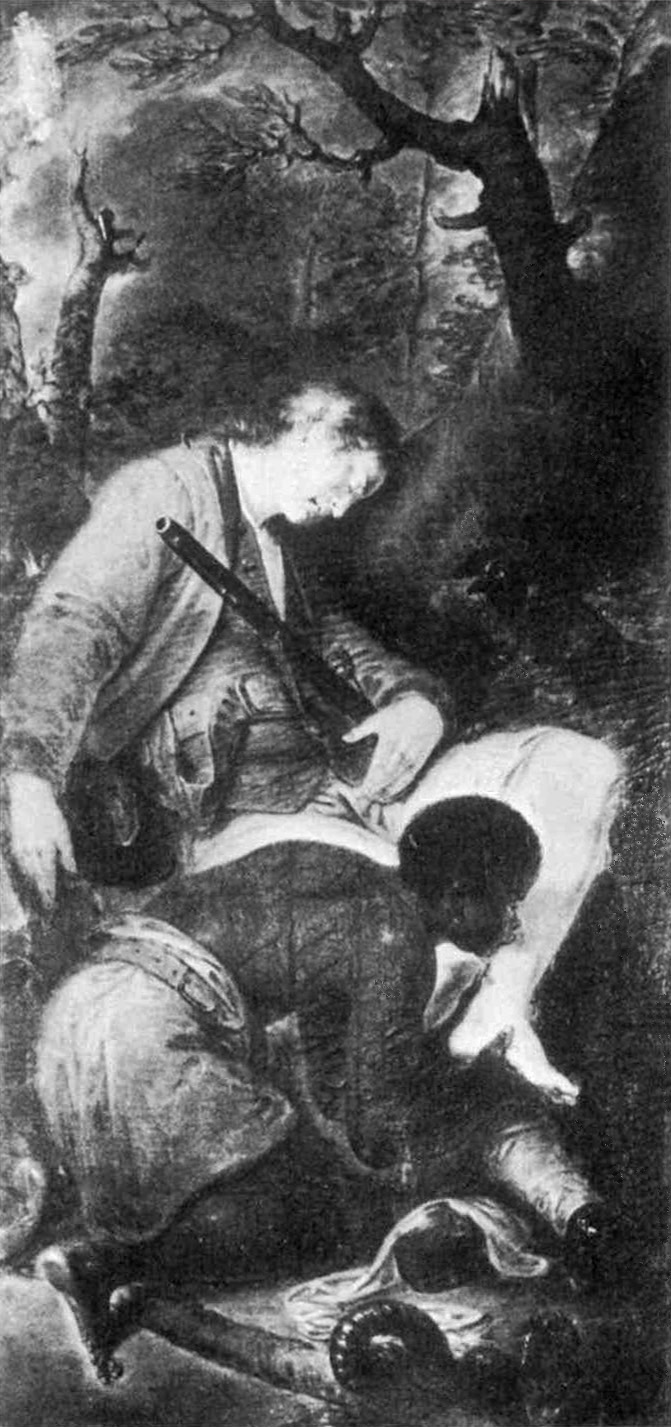
Un esclave noir aspire le venin de la plaie de son maître anglais, 1782, Giekau, château de Gut Neuhaus
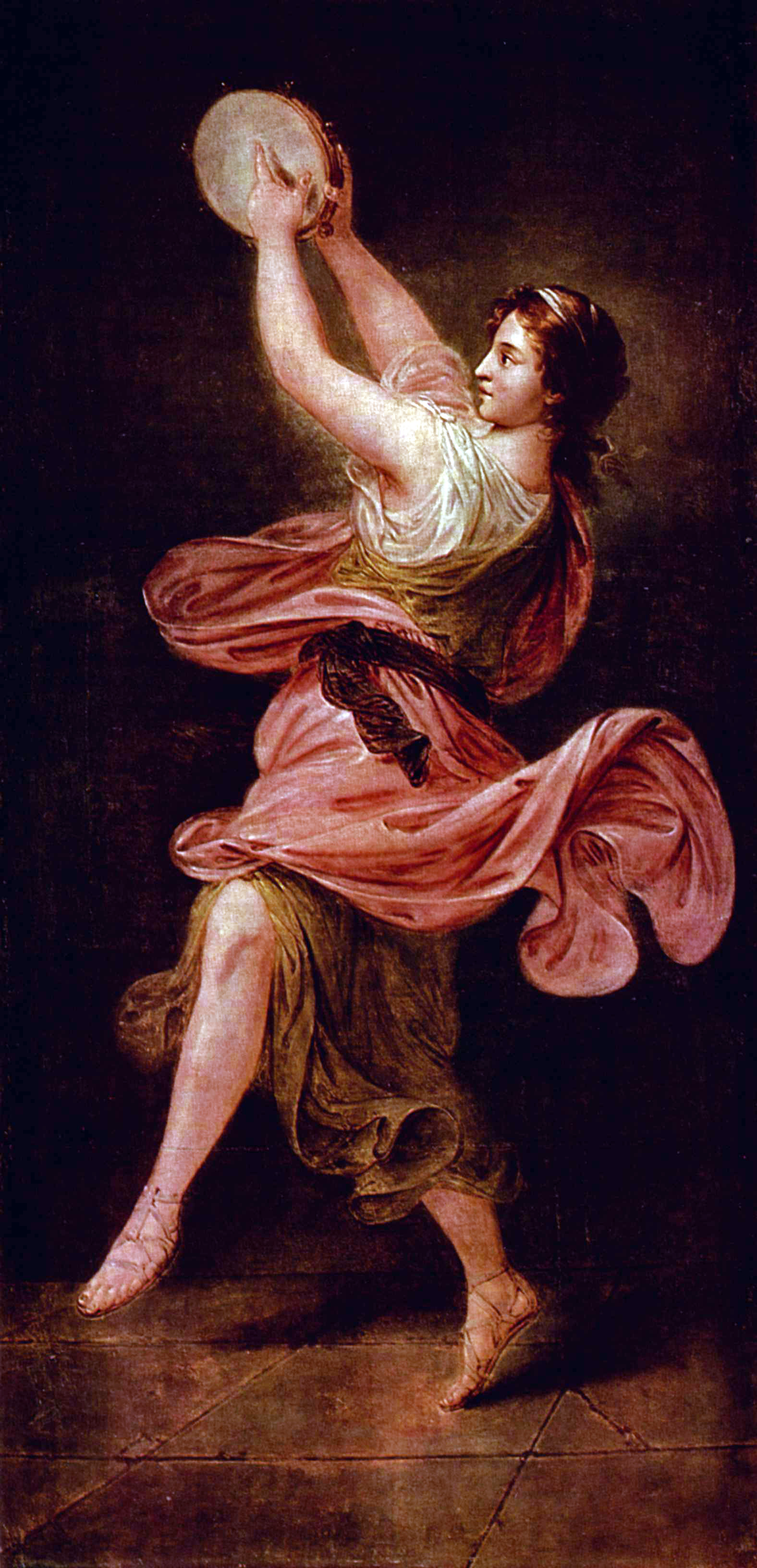
Jeune fille au tambourin, huile sur toile, 1785, Saint-Pétersbourg,Musée de l'Ermitage

## Œuvre artistique

### Présentation

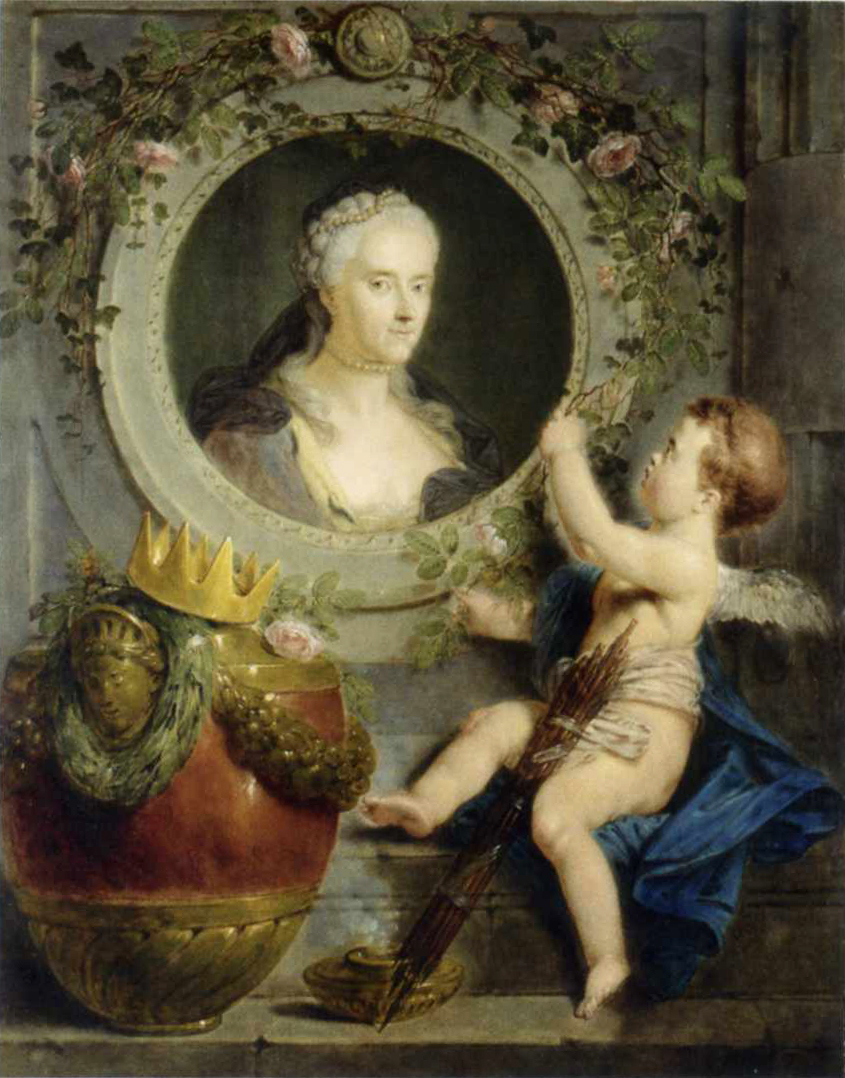
Portrait de Louise-Amélie, princesse de Prusse, huile sur toile, 1780 : Potsdam, Palais de marbre.

L'ensemble de l'œuvre de Rodes montre une extraordinaire diversité des techniques artistiques. Il a pratiqué la peinture à fresque, peint des tableaux, réalisé des gravures, illustré des livres et exécuté des dessins préparatoires pour des sculptures.
Son travail a fait l'objet de critiques sur le plan artistique, car pour lui le sujet ainsi que les intention morales et pédagogiques sont plus importants que les aspects formels. Rode utilise des motifs de l'Ancien Testament, de la mythologie grecque et romaine, de l'histoire (du Moyen Âge jusqu'à son époque) et de la littérature contemporaine.
La plus grande partie de ses peintures murales a été détruite lors de la Seconde Guerre mondiale ; des tableaux conservés en collection privée, ainsi que plusieurs retables, ont disparu. Cependant, de nombreuses œuvres de Rode sont conservées dans les musées de Berlin, notamment à la Gemäldegalerie et à la Fondation des châteaux et jardins prussiens de Berlin-Brandebourg (Stiftung Preußische Schlösser und Gärten Berlin-Brandenburg) ; son œuvre graphique est particulièrement bien représentée dans les collections de Cobourg (Veste Coburg), à la Kunsthalle de Kiel. et au Musée national Germanique de Nuremberg.

### Peintures
Bernhard Rode a peint dans un style rococo purement décoratif plusieurs fresques pour les murs et les voûtes du Nouveau Palais et du Palais de Marbre à Potsdam. Dans le Nouveau Palais, il peint pour le plafond doré des appartements du roi trois grandes peintures : la Nuit, le Matin et le Midi. Les fresques du Château de Berlin n'ont pas été conservées. 
De 1770 à 1772, il décore de fresques le château d'Ewald Friedrich, comte von Hertzberg, près de Berlin (Schloss Britz), où apparaît un lien idéalisé entre homme d'État (le comte von Hertzberg est ministre de la guerre de Frédéric II de Prusse) et fermier sur la base d'images historiques.
Entre 1776 et 1782, il réalise un cycle pour le château de Friedrich comte de Hahn à Giekau dans le Schleswig-Holstein, où la thématique historique apparaît davantage.
Pour la plupart de ses tableaux peints sur bois et ses retables, Rode est influencé par le clair-obscur de Rembrandt van Rijn. Mais les couleurs se sont assombries au fil du temps, et les sujets sont presque méconnaissables. Il en est ainsi avec les retables de l'église Sainte-Marie de Berlin, peints entre 1755 et 1762. Les thèmes bibliques choisis : L'incrédulité de saint Thomas et Le s Disciples d'Emmaüs, sont traités par Rode dans l'esprit des Lumières, l'aspect religieux laissant place à une représentation profane à caractère historique.
Parmi les tableaux historiques les plus importants de Rode, figurent les Brandenburgiana, un cycle de quatorze peintures sur les événements majeurs de l'histoire du Brandebourg, achevé en 1763. Sept autres peintures complémentaires, les Fridericiana, sont créées après la mort de Frédéric le Grand en 1786 en hommage au roi.

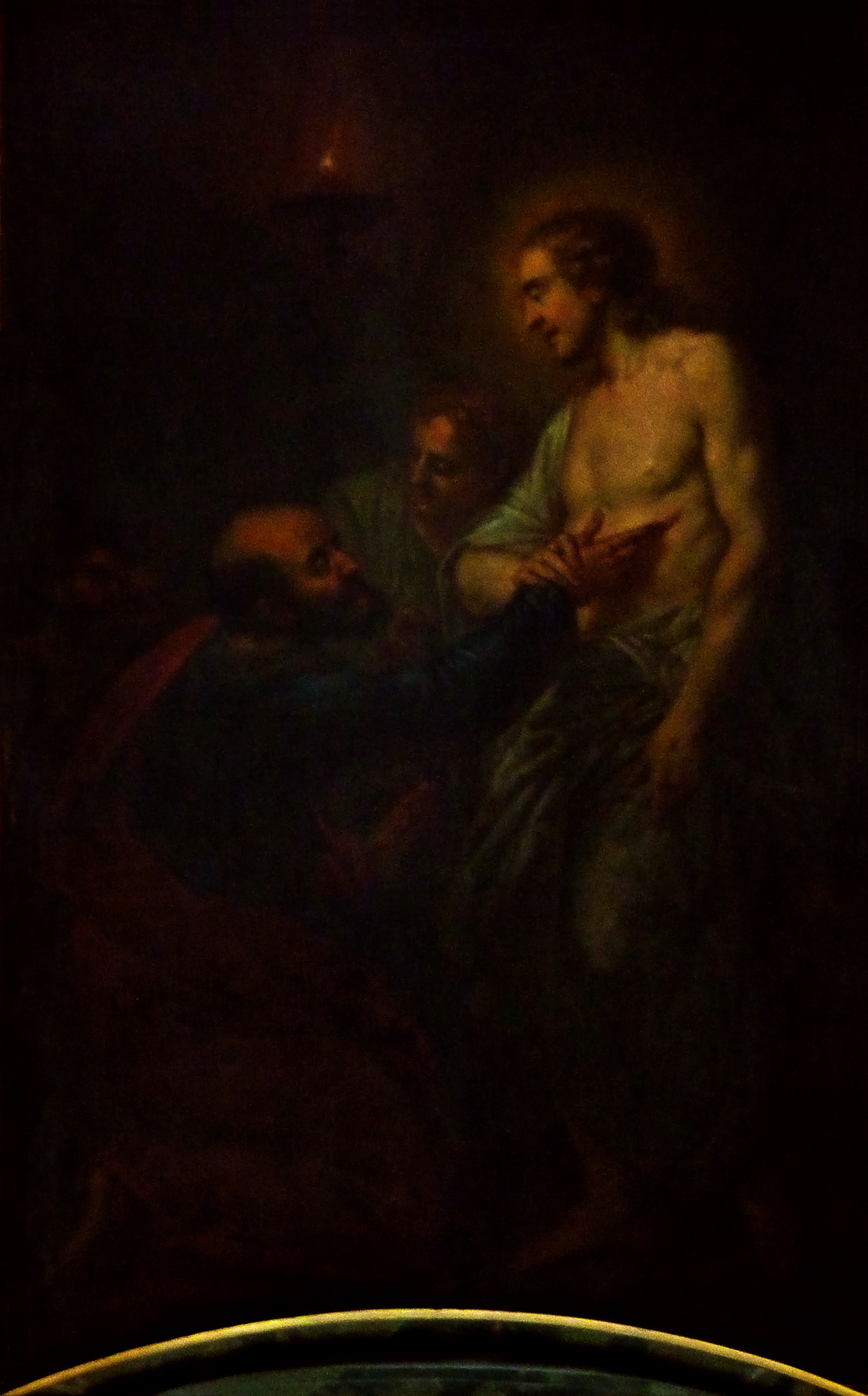
L'incrédulité de saint Thomas, 1757
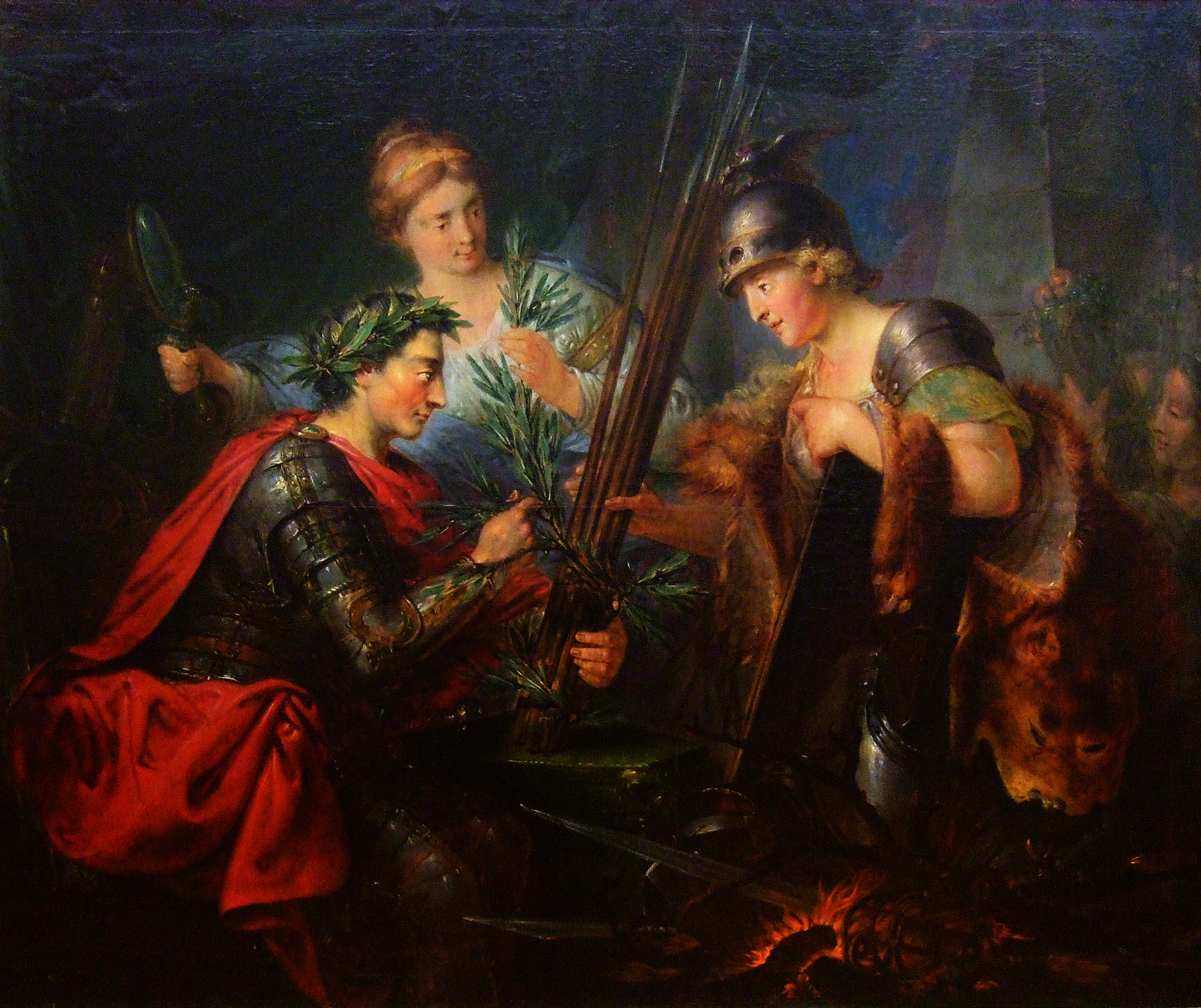
Allégorie de Frédéric le Grand comme fondateur de la ligue des princes (Fürstenbund), 1786
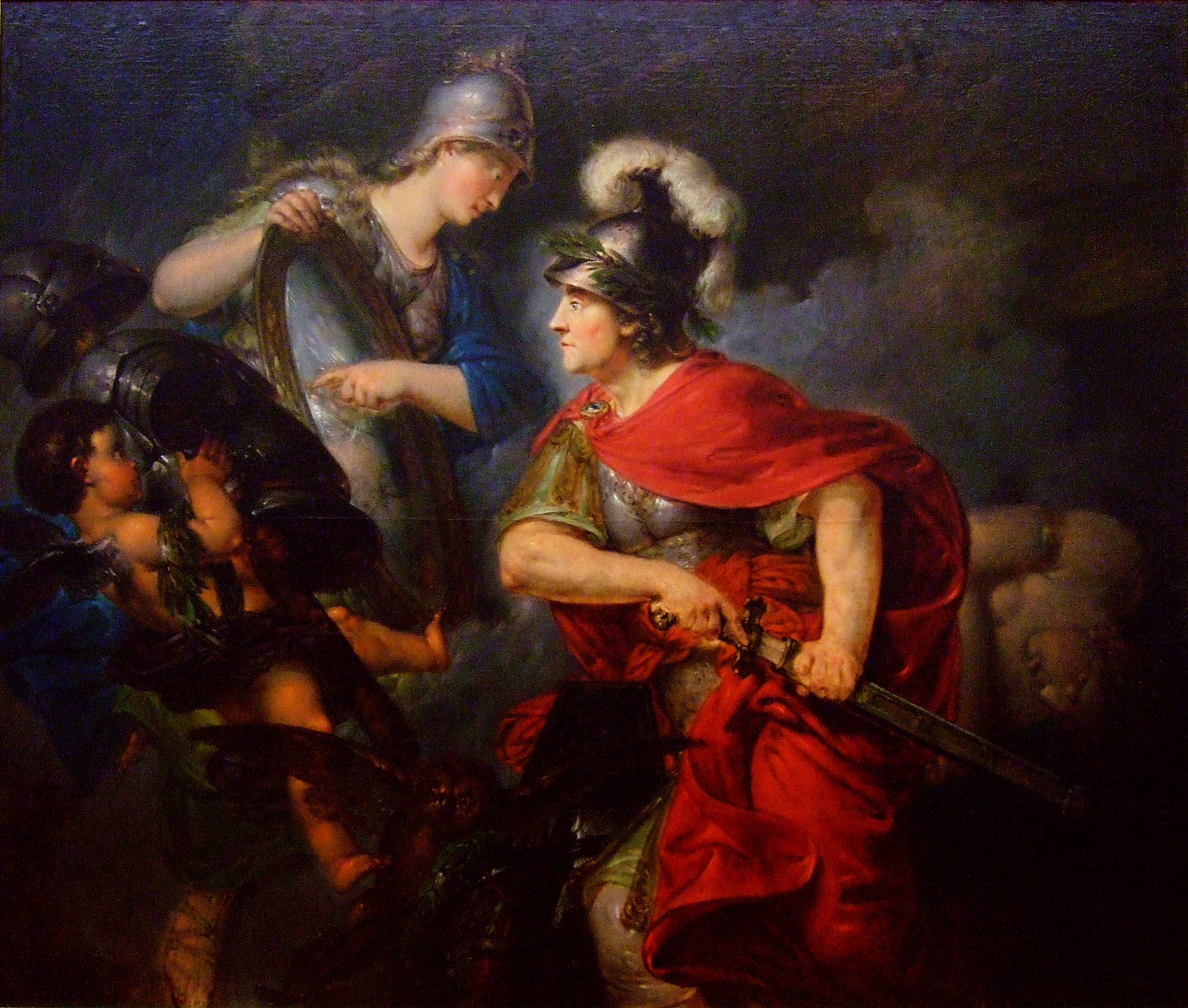
Frédéric le Grand en Persée, 1789 (allégorie commémorant le début de la Guerre de Sept Ans
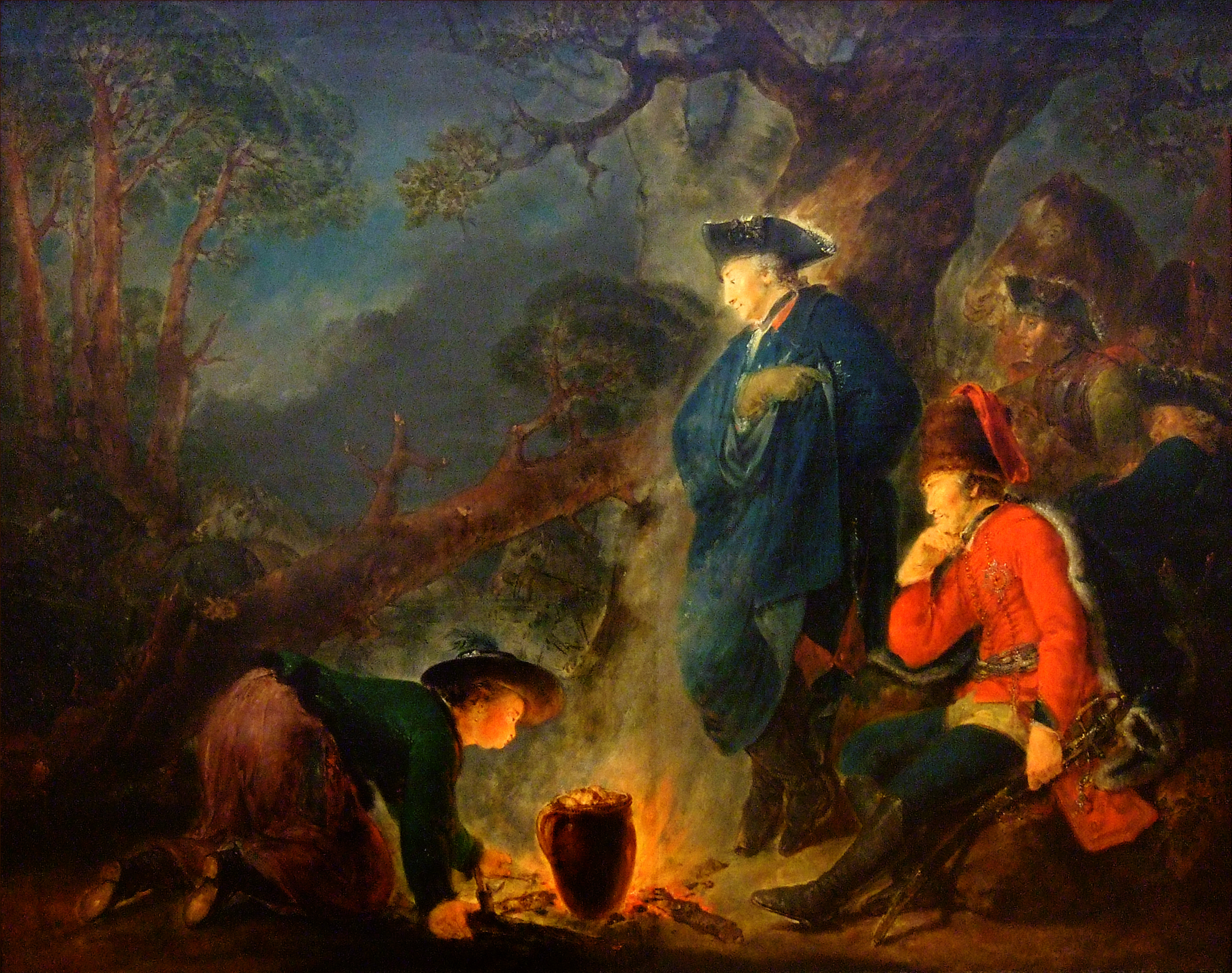
Frédéric le Grand avant la bataille de Torgau, 1791
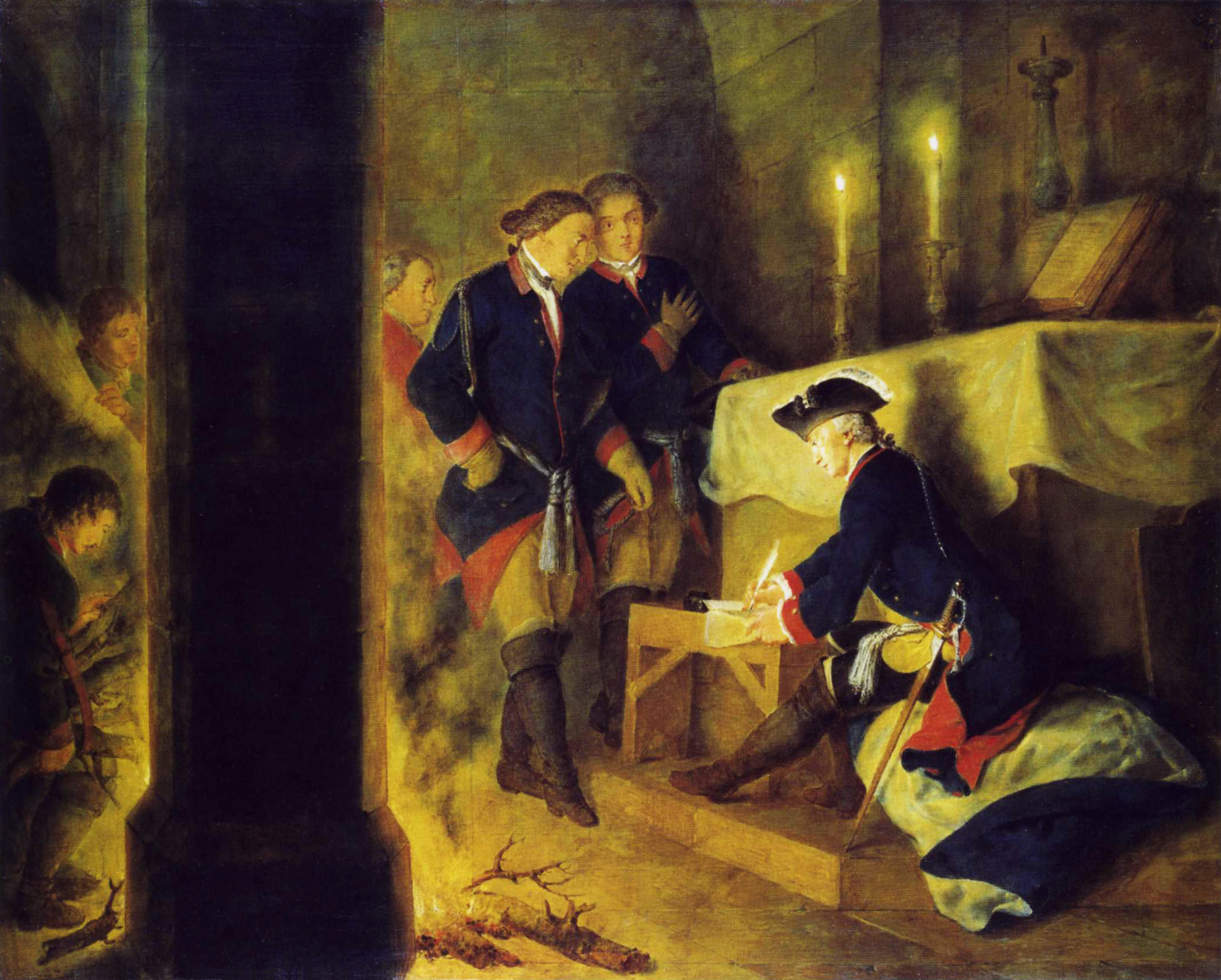
Frédéric le Grand après la bataille de Torgau, sans doute 1793
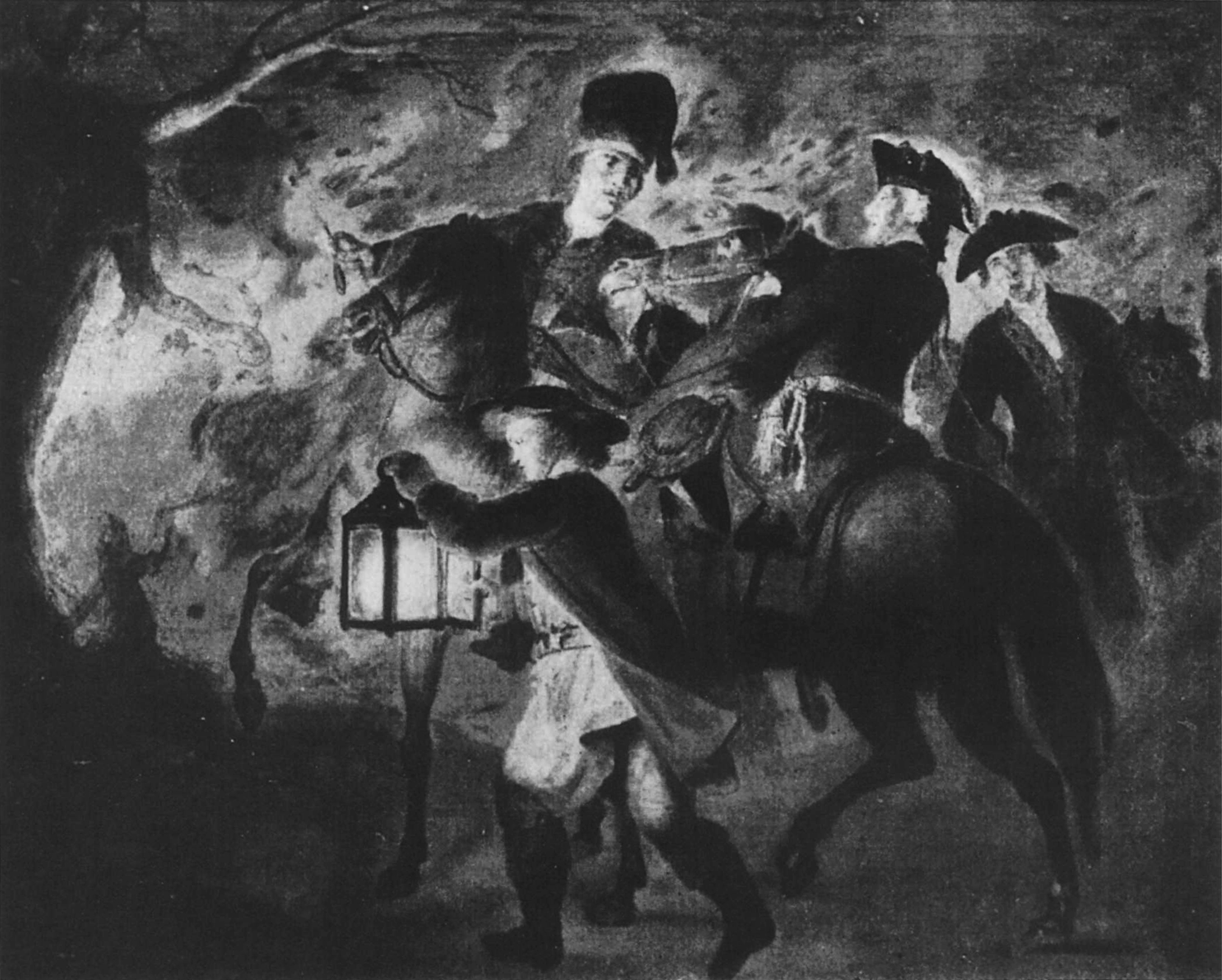
Frédéric le Grand à Lissa (Wrocław-Leśnica) (bataille de Leuthen), sans doute 1793
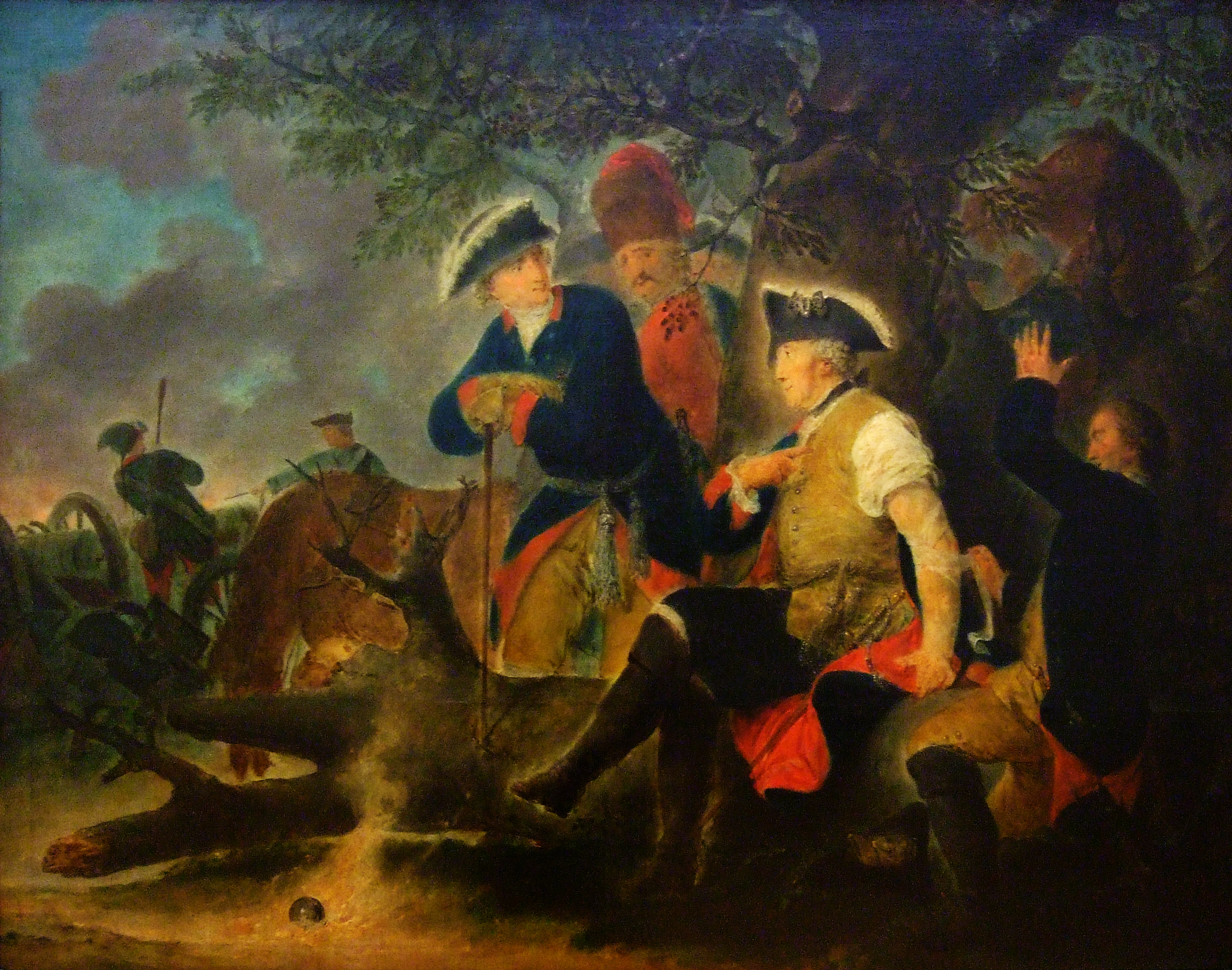
Frédéric le Grand et le chirurgien, vers 1793-1795, Berlin, Bode-Museum
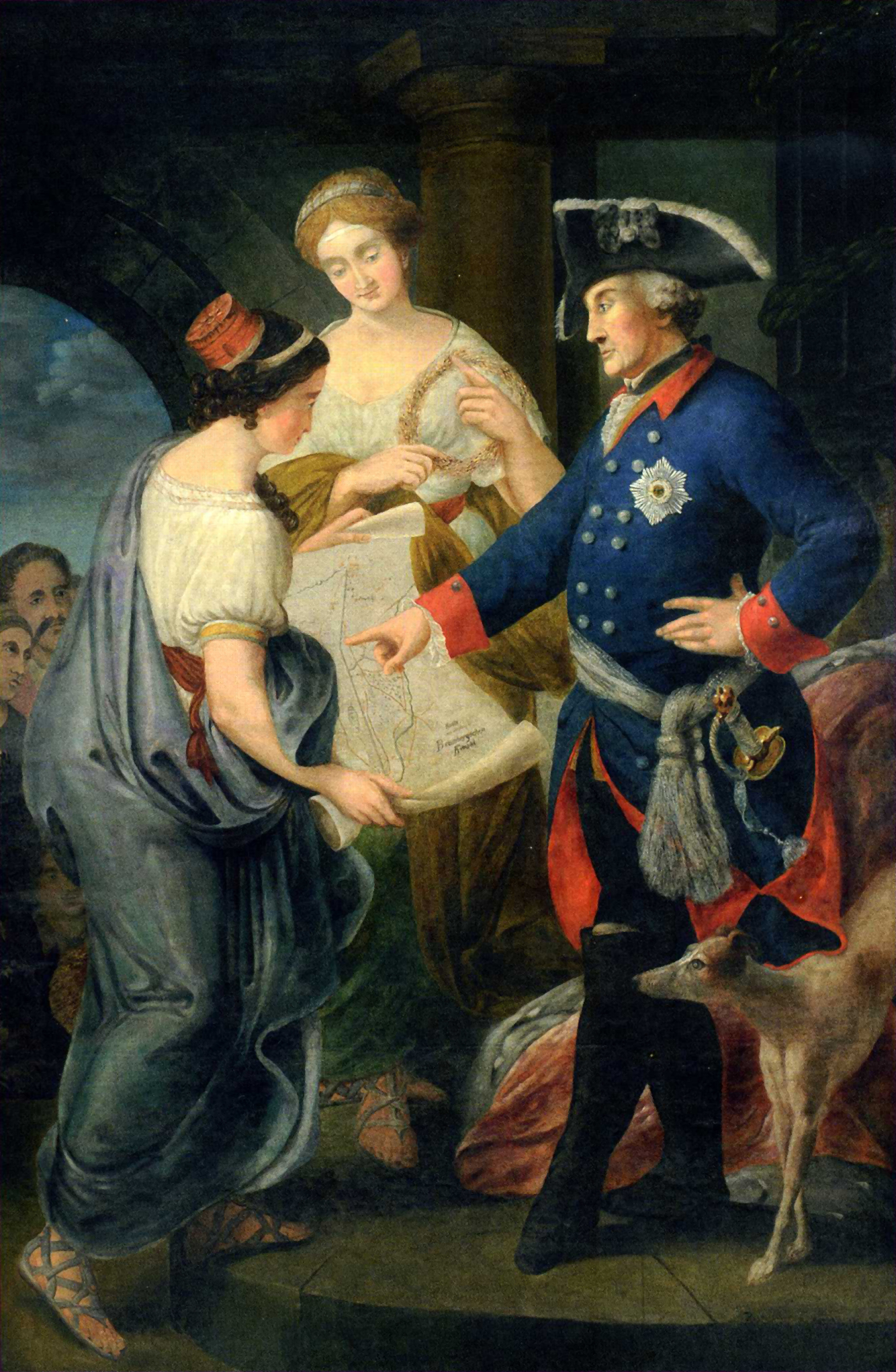
Frédéric le Grand saisit les terres polonaises, 1796

### Architecture et sculpture
À partir de 1786, Rode travaille avec l'architecte Carl Gotthard Langhans pour les projets de construction du nouveau roi Frédéric-Guillaume II de Prusse. Ses propositions ont été retenues pour le château de Berlin et le Palais de marbre de Potsdam. Le bas-relief Triomphe de la paix, installé en 1793 directement sous la déesse de la victoire et le quadrige sur le côté est de la porte de Brandebourg, remonte aux travaux préliminaires de Rode.

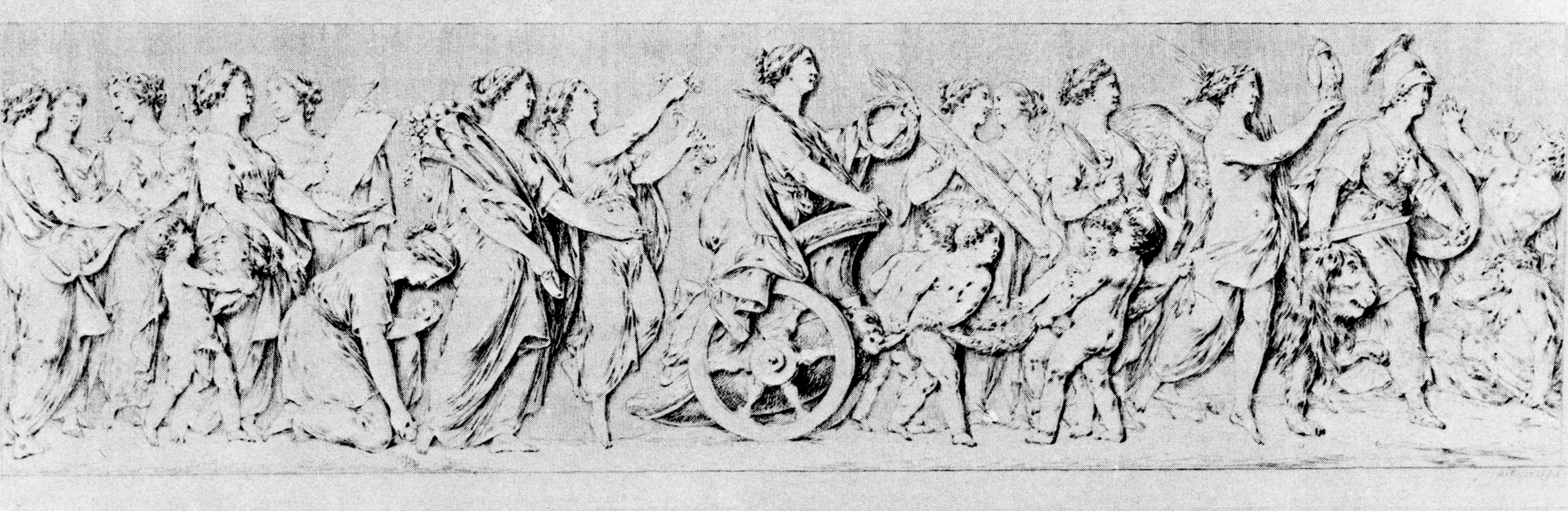
Triomphe de la paix, esquisse dessinée de Rode, 1793

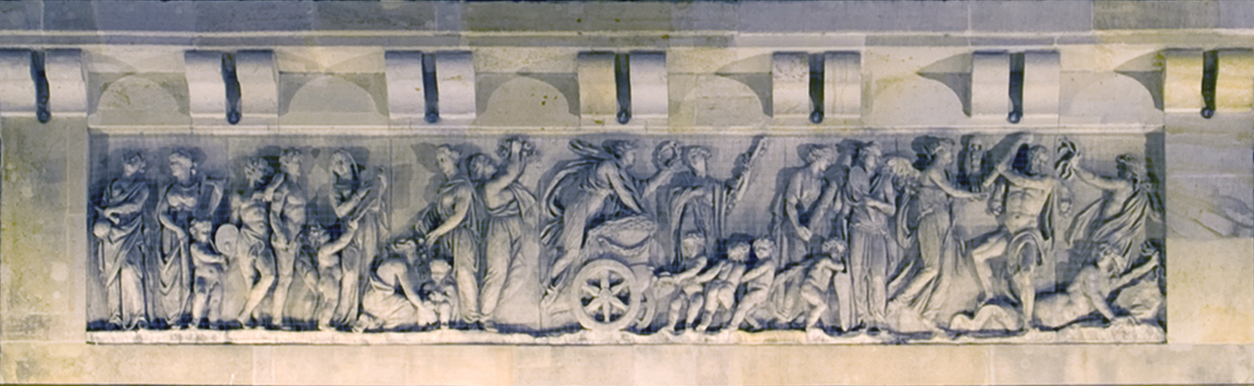
Triomphe de la paix, le bas-relief sculpté par Johann Gottfried Schadow, 1793

### Gravures

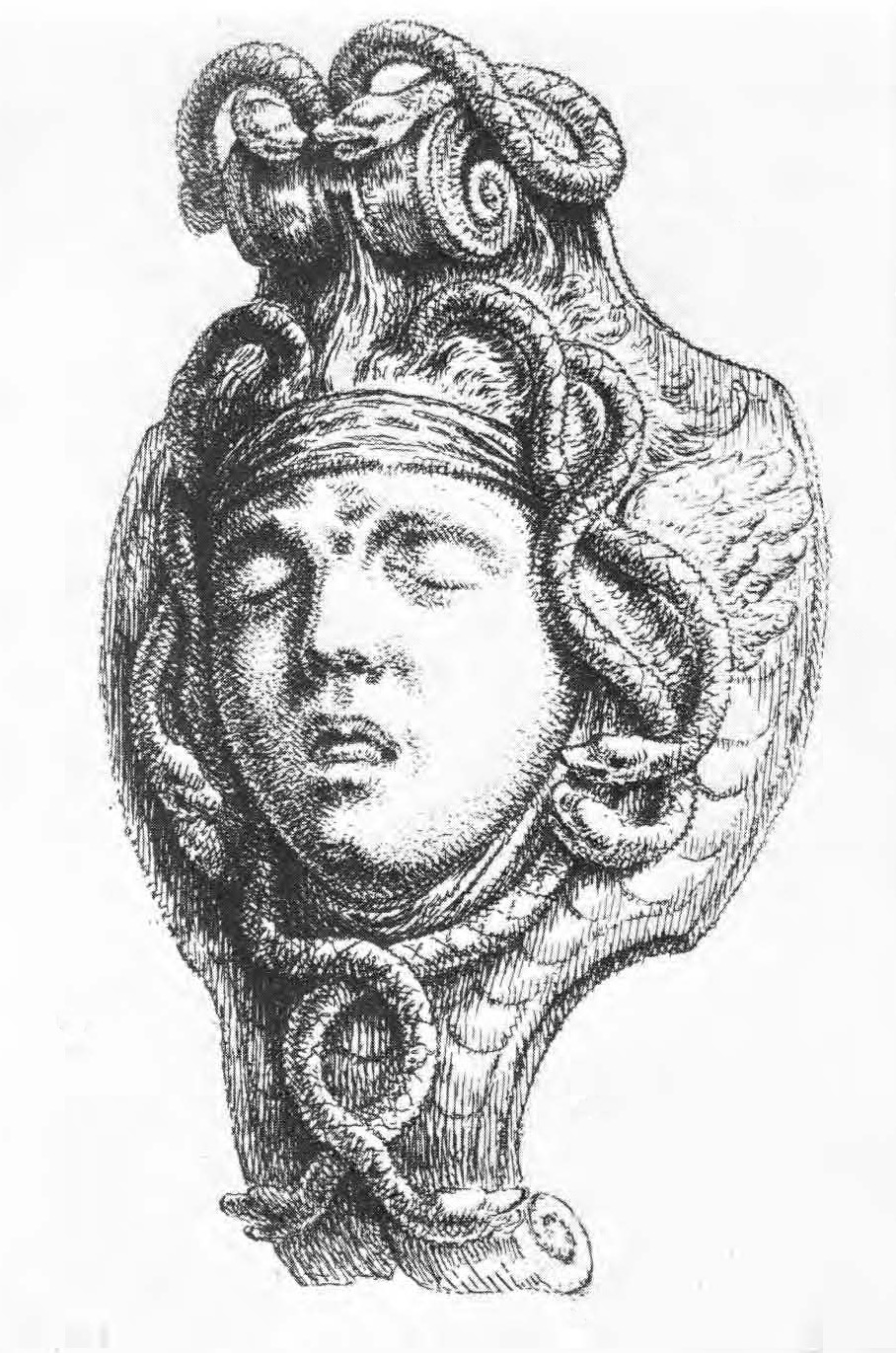
Masque de guerrier mourant d'après Schlüter

Berhnard Rode a réalisé environ 300 gravures. Il a utilisé ce médium tant comme œuvre préparatoire pour un tableau que pour la diffusion des motifs de ses tableaux auprès d'un public plus large.

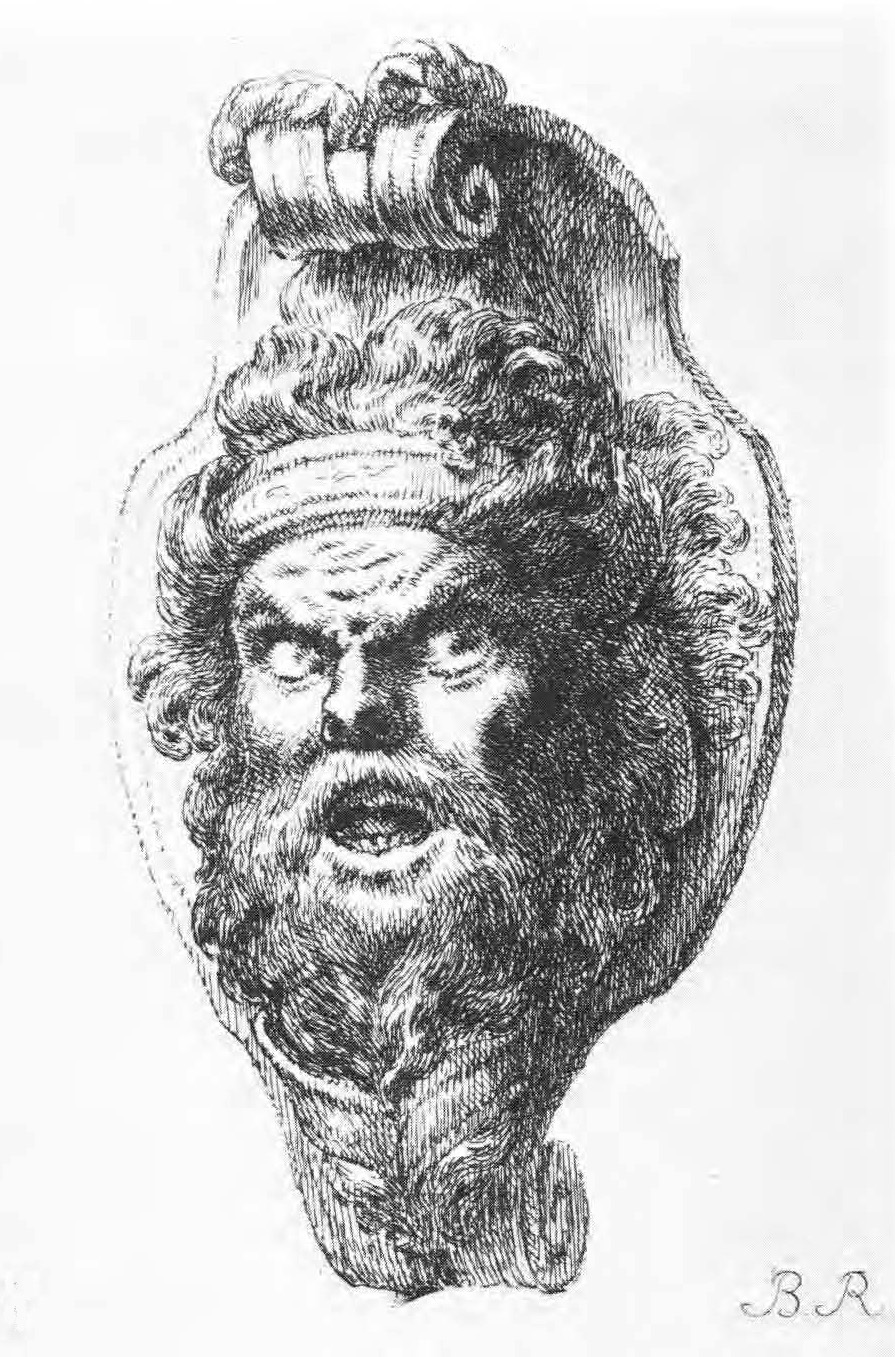
Masque de guerrier d'après Schlüter

Il publie également des livres gravés. L'un des plus populaires, publié en 1759, Larven nach den Modelen des berühmten Schlüter gezeichnet und in Kupfer geätzt von B. Rode, est une série de gravures d'après les masques (Larven) des guerriers, qu'Andreas Schlüter avait réalisés comme clés de voûte pour les fenêtres de la cour de l'arsenal de Berlin.
En 1763, Rode publie sous un titre français Les Actions Glorieuses de Frédéric Le Grand, une série de trente gravures in-folio. Il illustre également d'eaux-fortes les Fabeln und Erzählungen (Fables et Contes) du moraliste Christian Fürchtegott Gellert.
Il réalise l'illustration de l'ouvrage en quatre volumes de Johann Matthias Schröckh, paru de 1779 à 1784 à Leipzig : Allgemeine Weltgeschichte für Kinder (Histoire générale du monde pour les enfants). Les gravures à visée pédagogique se voulaient adaptées aux besoins et aux capacités des enfants, en se concentrant sur l'essentiel de l'action, en plaçant souvent les enfants au centre du sujet, en évitant la représentation de la cruauté autant que possible et en idéalisant les allégories. Rode a fourni un exemple de l'illustration des livres d'histoire, qui a servi de modèle jusqu'au début du XIXe siècle.

#### Sujets bibliques

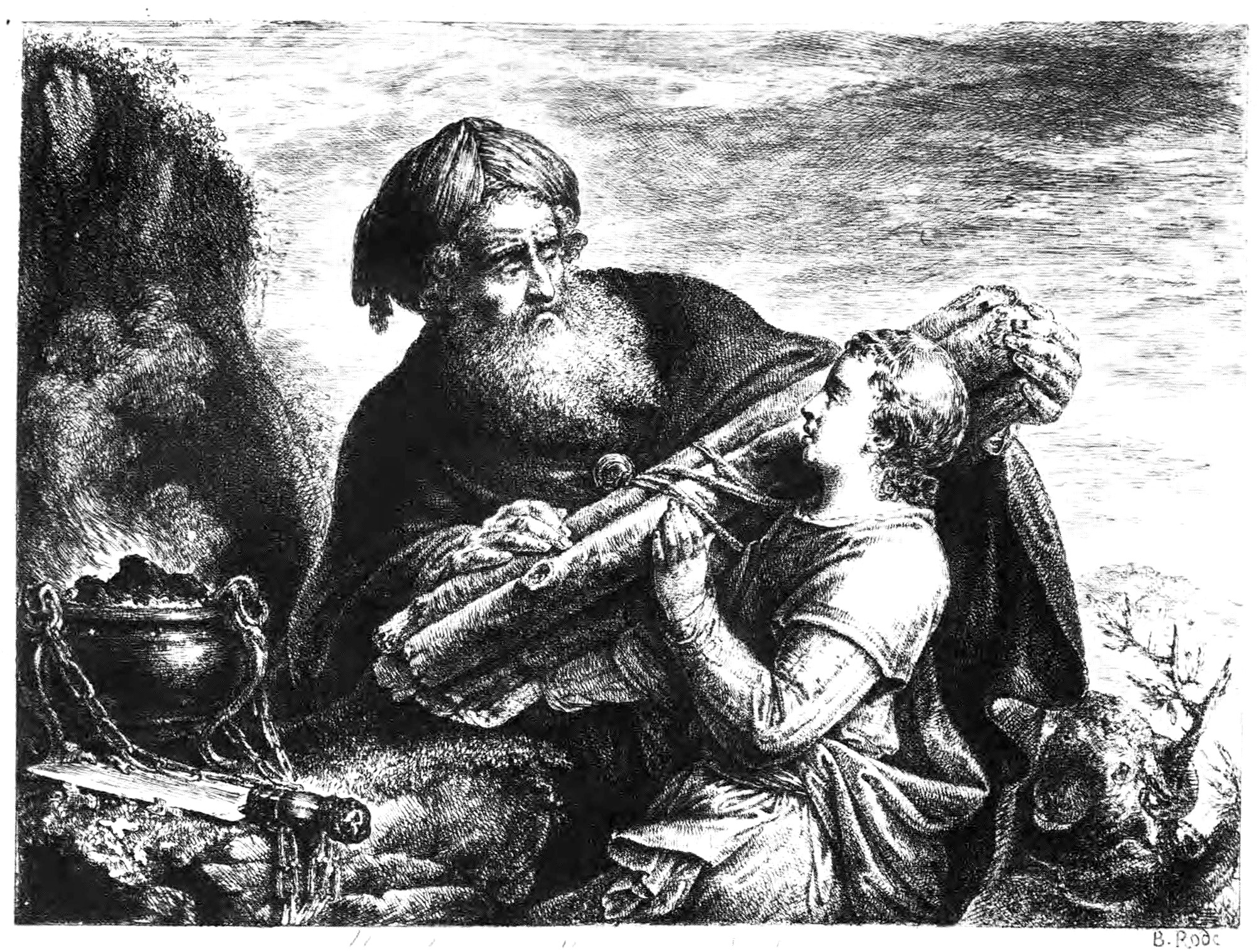
Le sacrifice d'Abraham, vers 1776
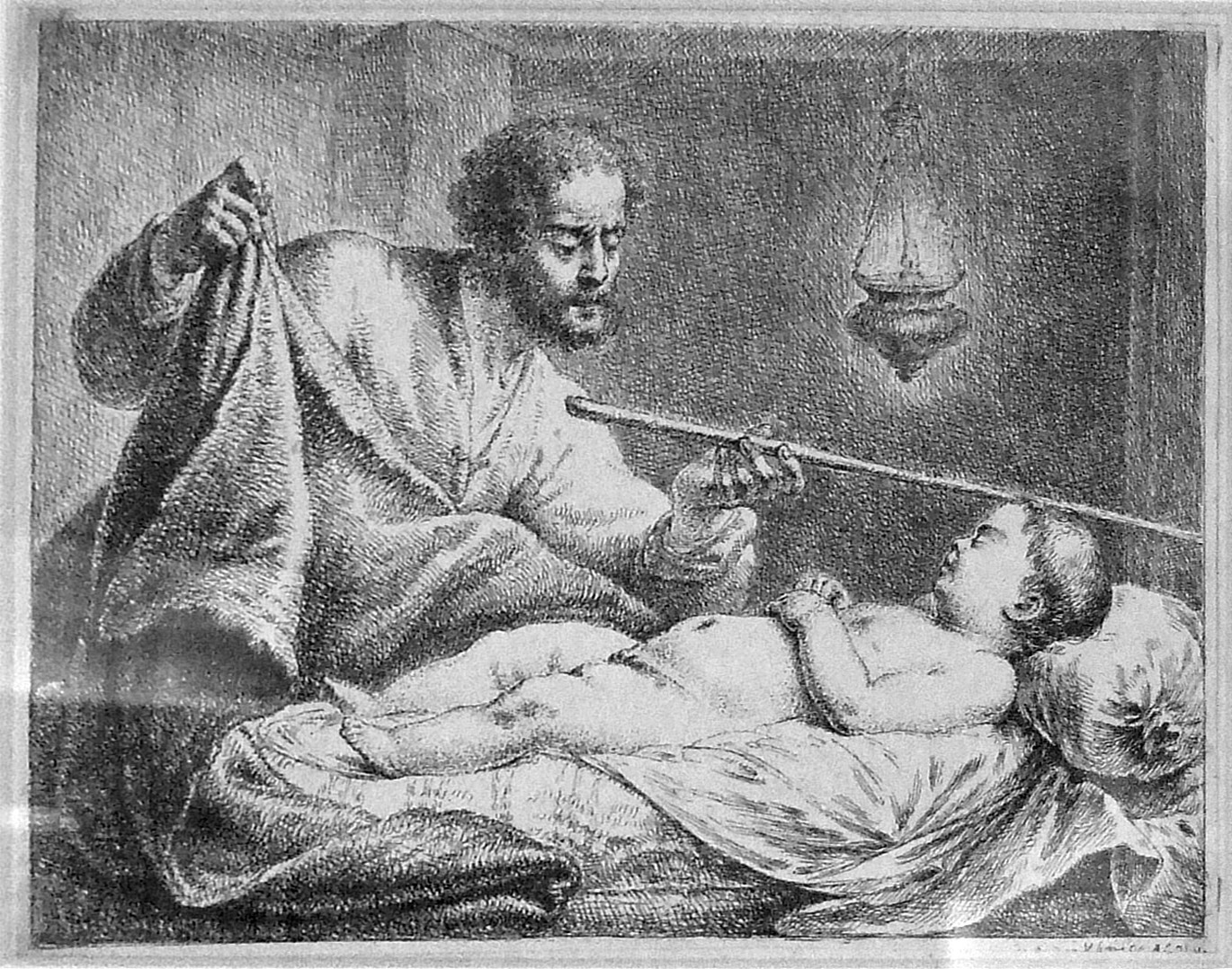
Guéhazi tente de ressusciter le fils de la Sunamite avec le bâton d'Élisée, avant 1780
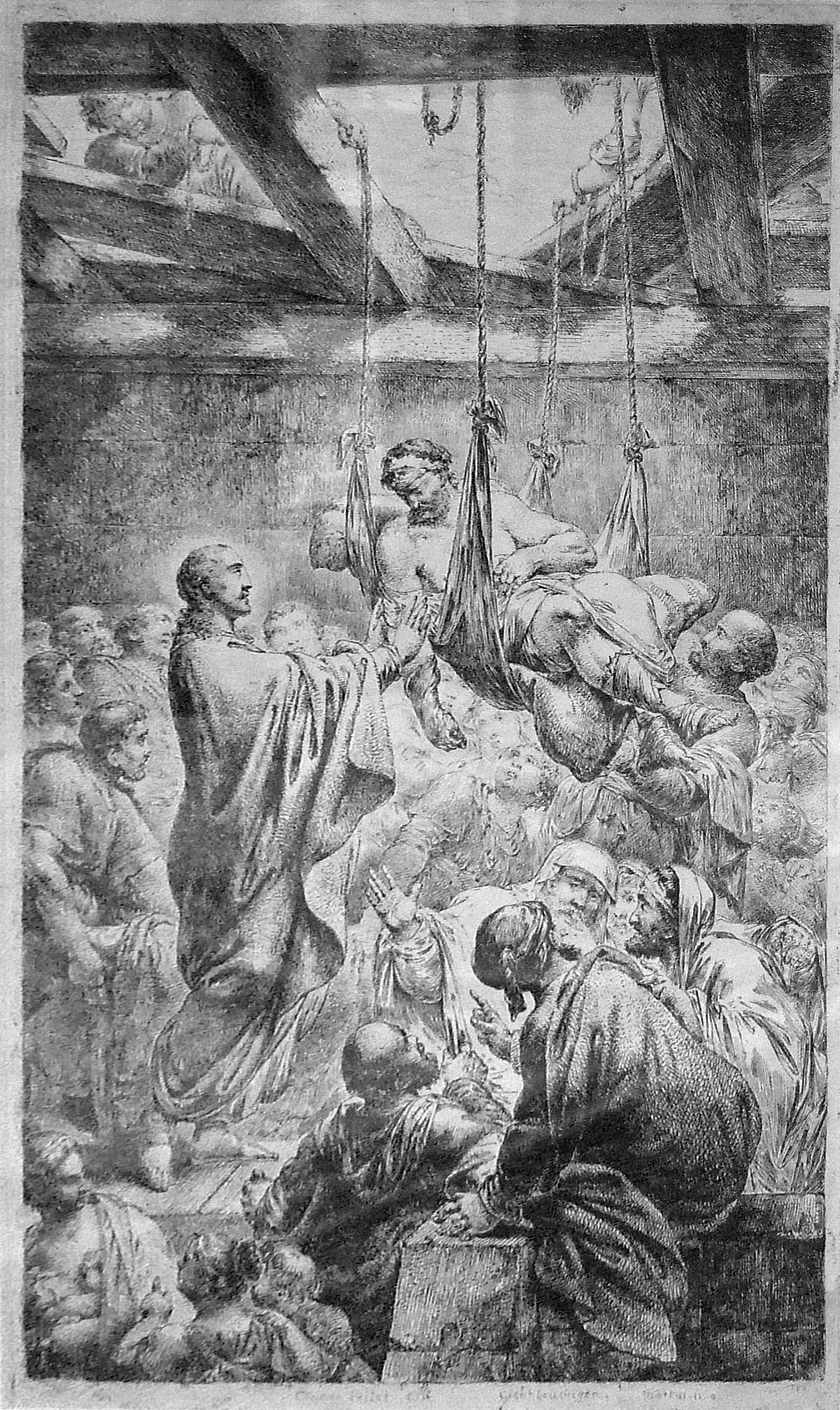
Guérison d'un paralytique par le Christ, 1780
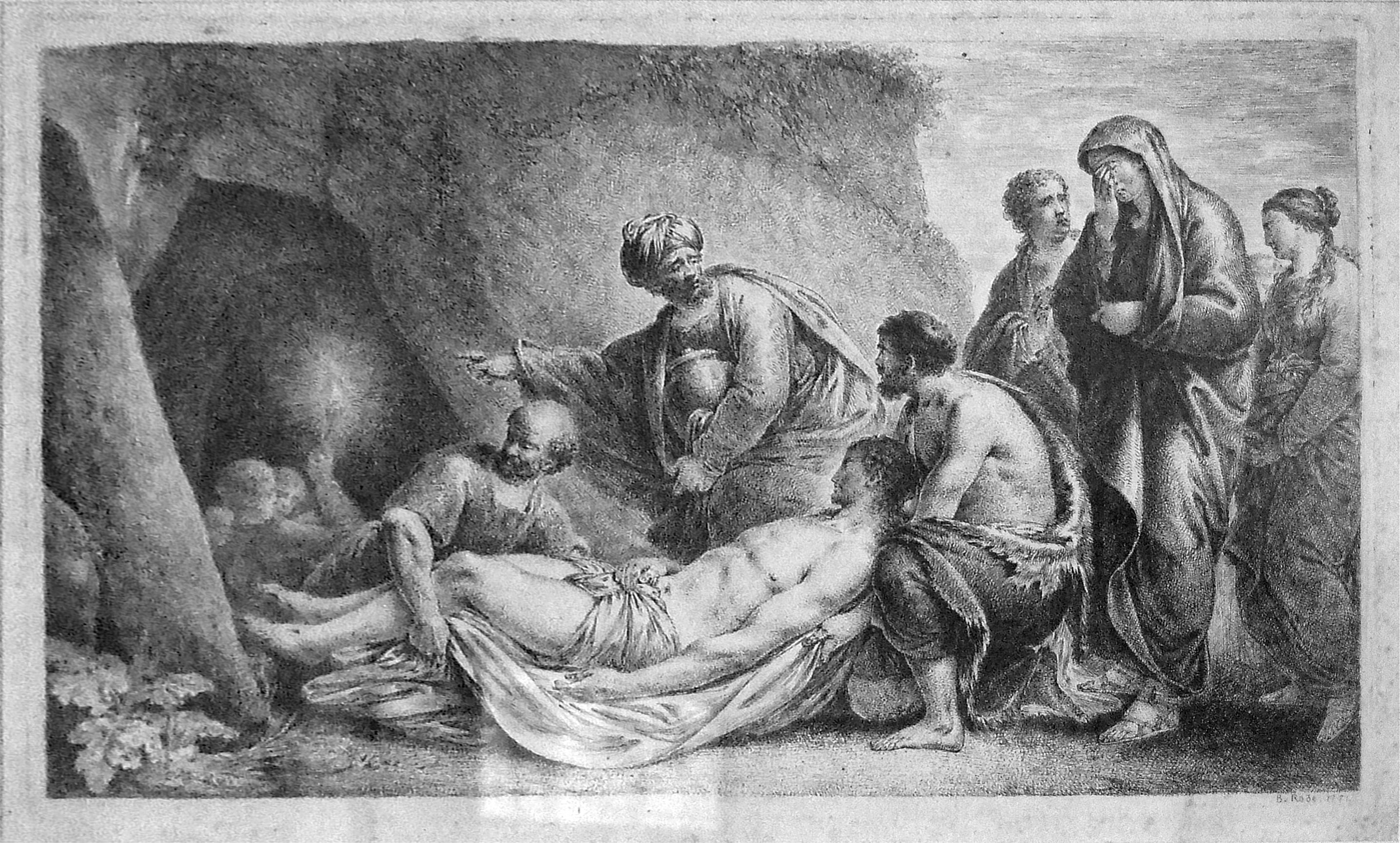
Mise au tombeau du Christ, 1771
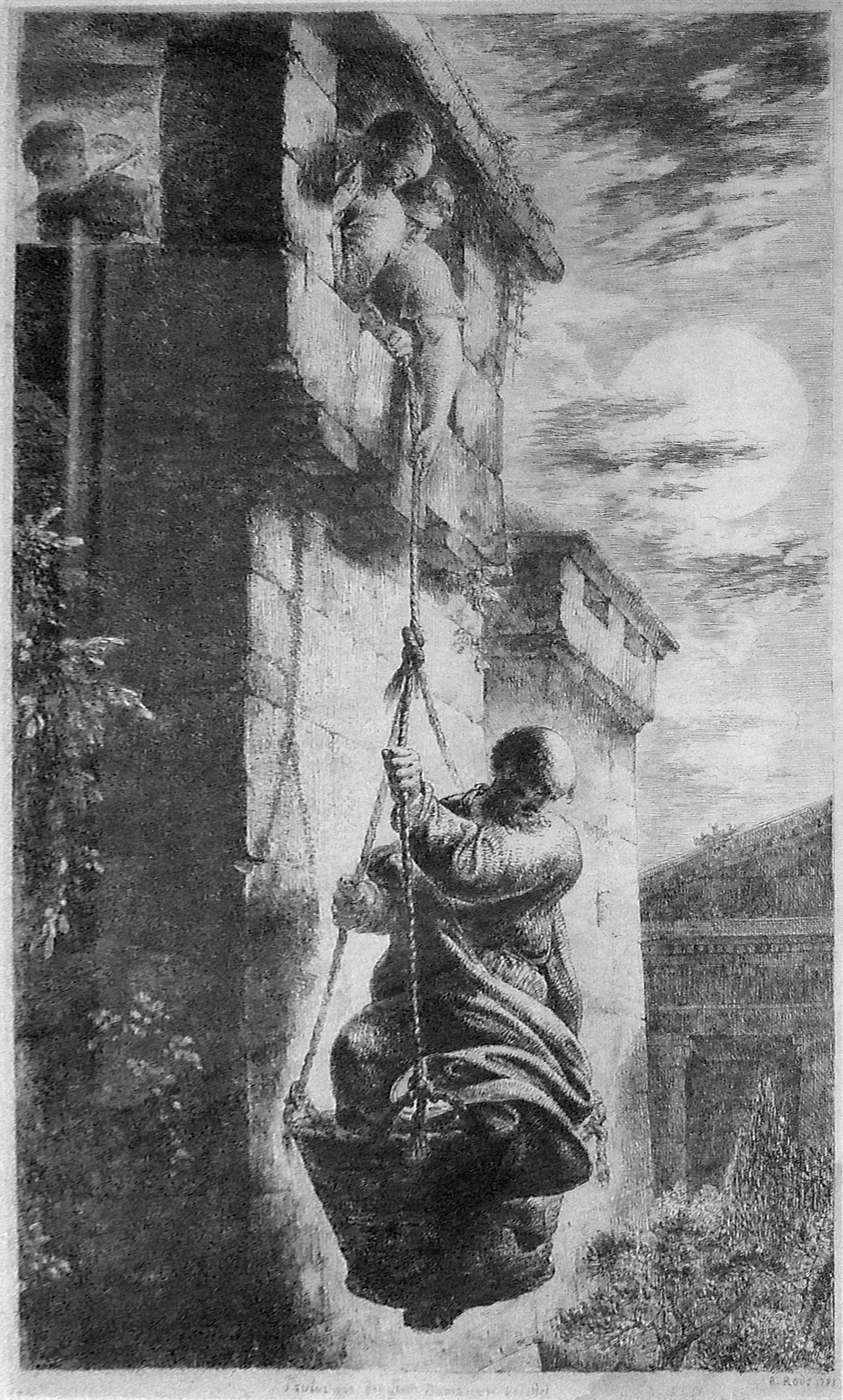
Saint Paul sauvé par ses disciples à Damas, 1783
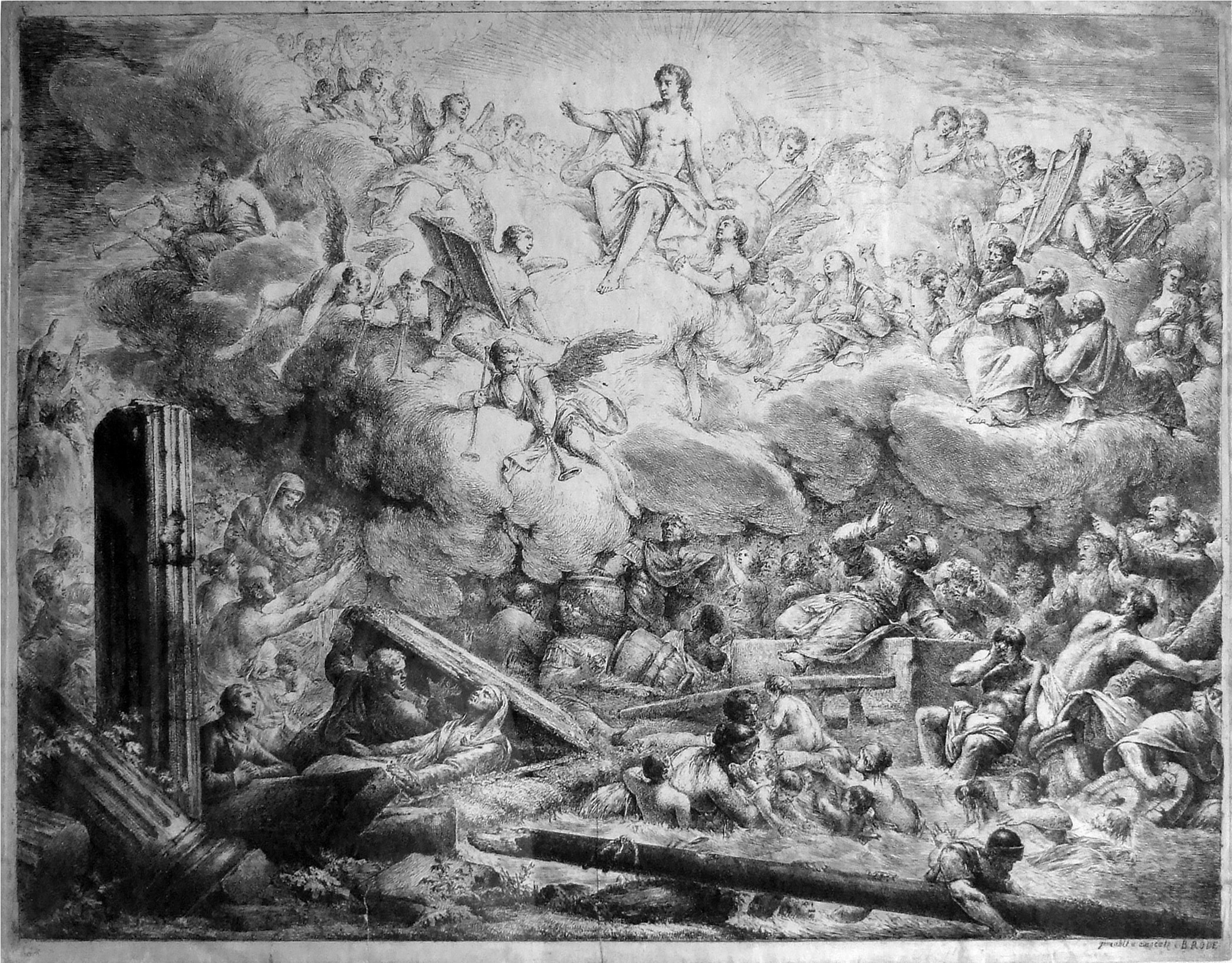
Résurrection des morts et jugement dernier, 1767-1779
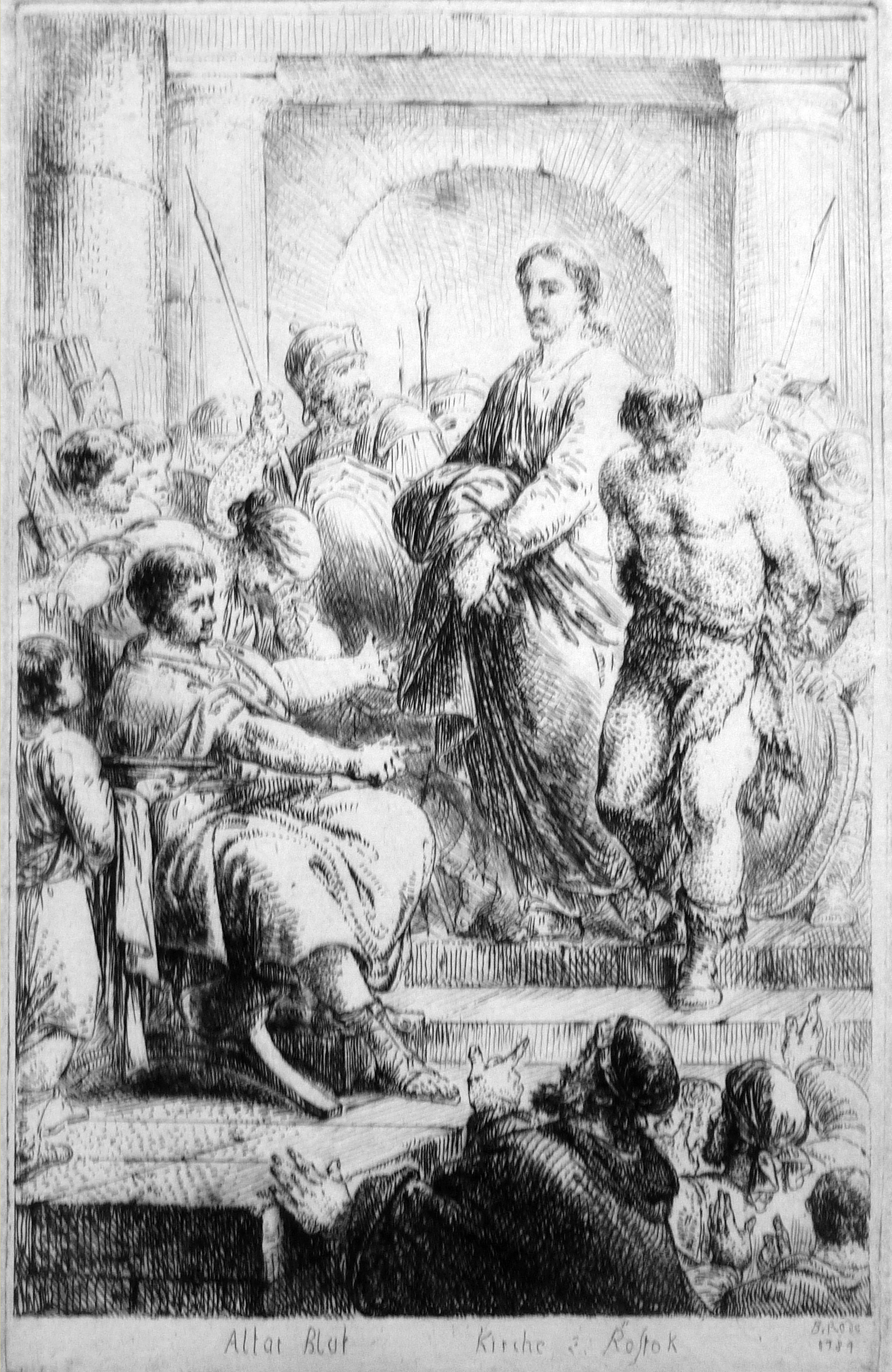
Jésus et Barabbas devant Pilate, 1789

#### Sujets antiques

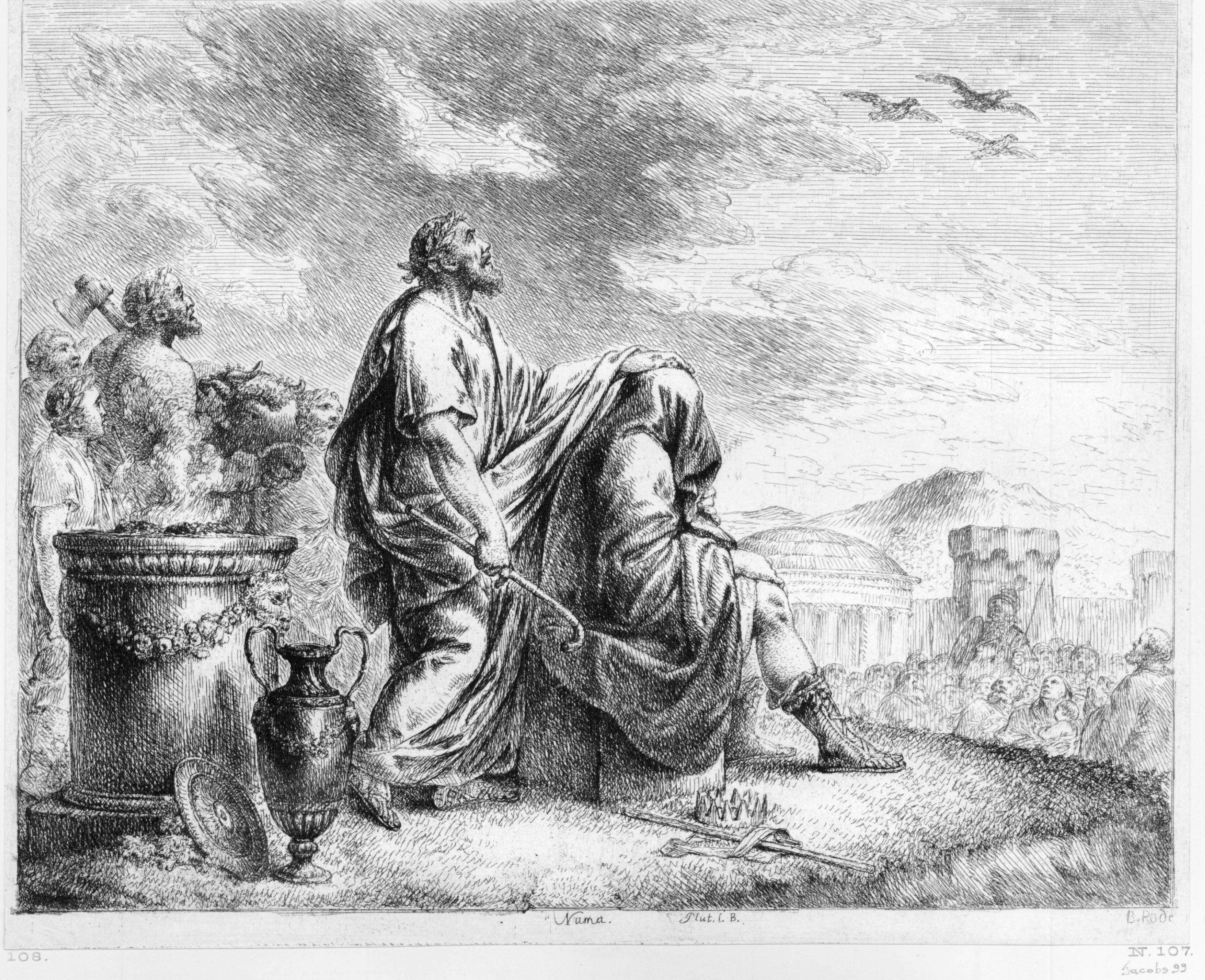
Un augure explique à Numa Pompilius l'oracle du vol des oiseaux, 1768-1769
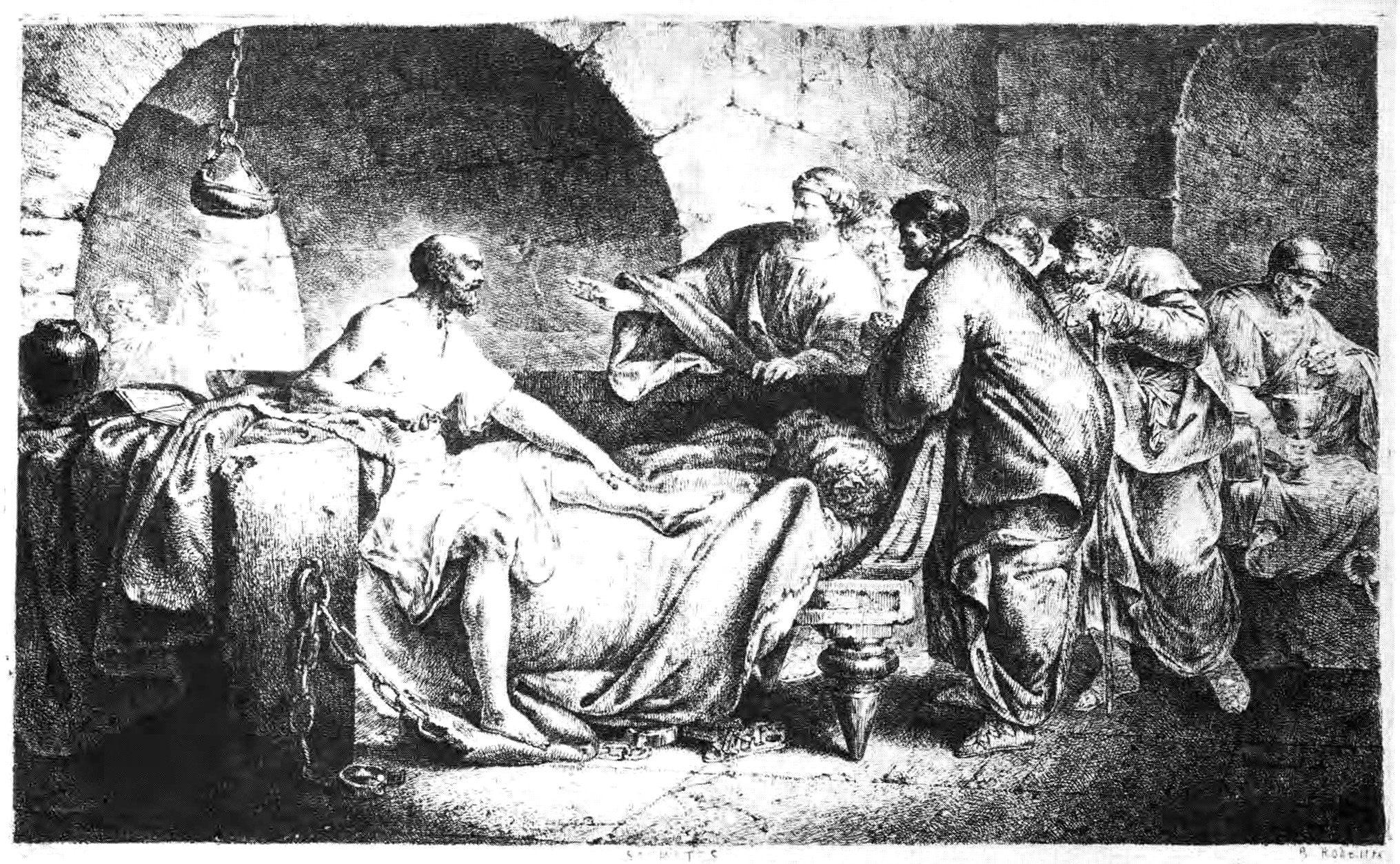
Socrate conversant avec ses amis avant sa mort, 1776
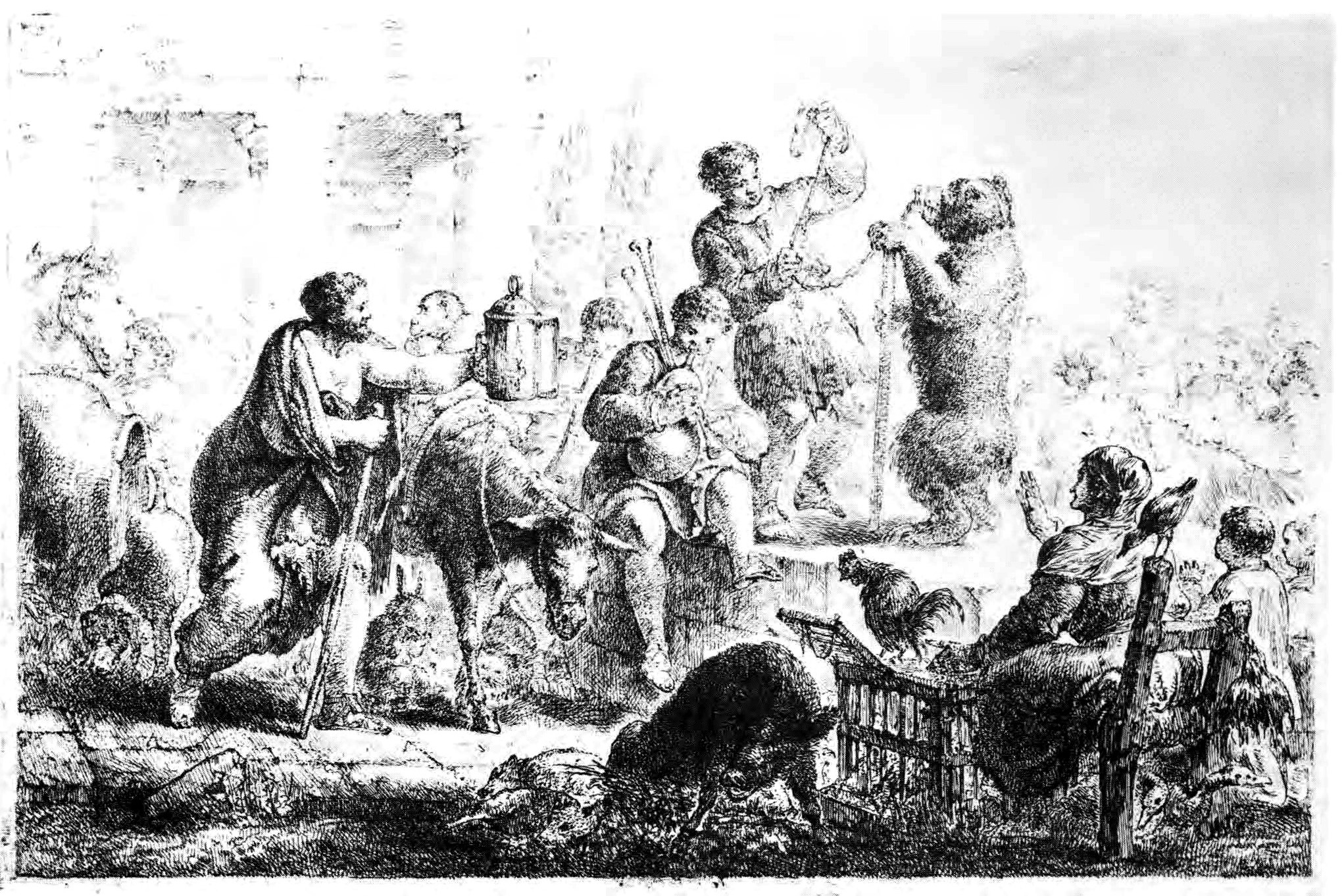
Diogène au marché avec sa lanterne, vers 1775
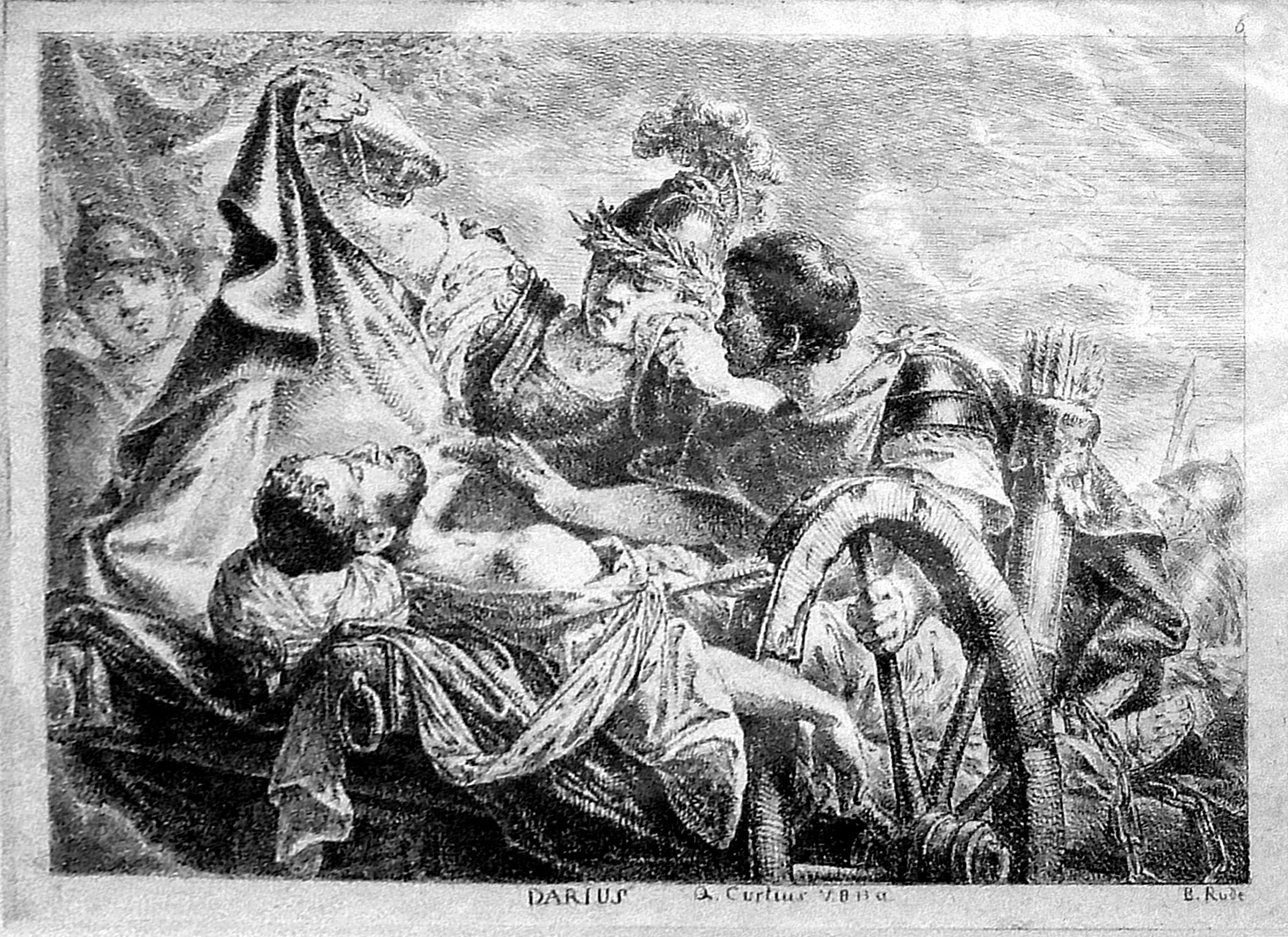
Alexandre recouvre le cadavre de Darius avec son manteau, 1769-1770
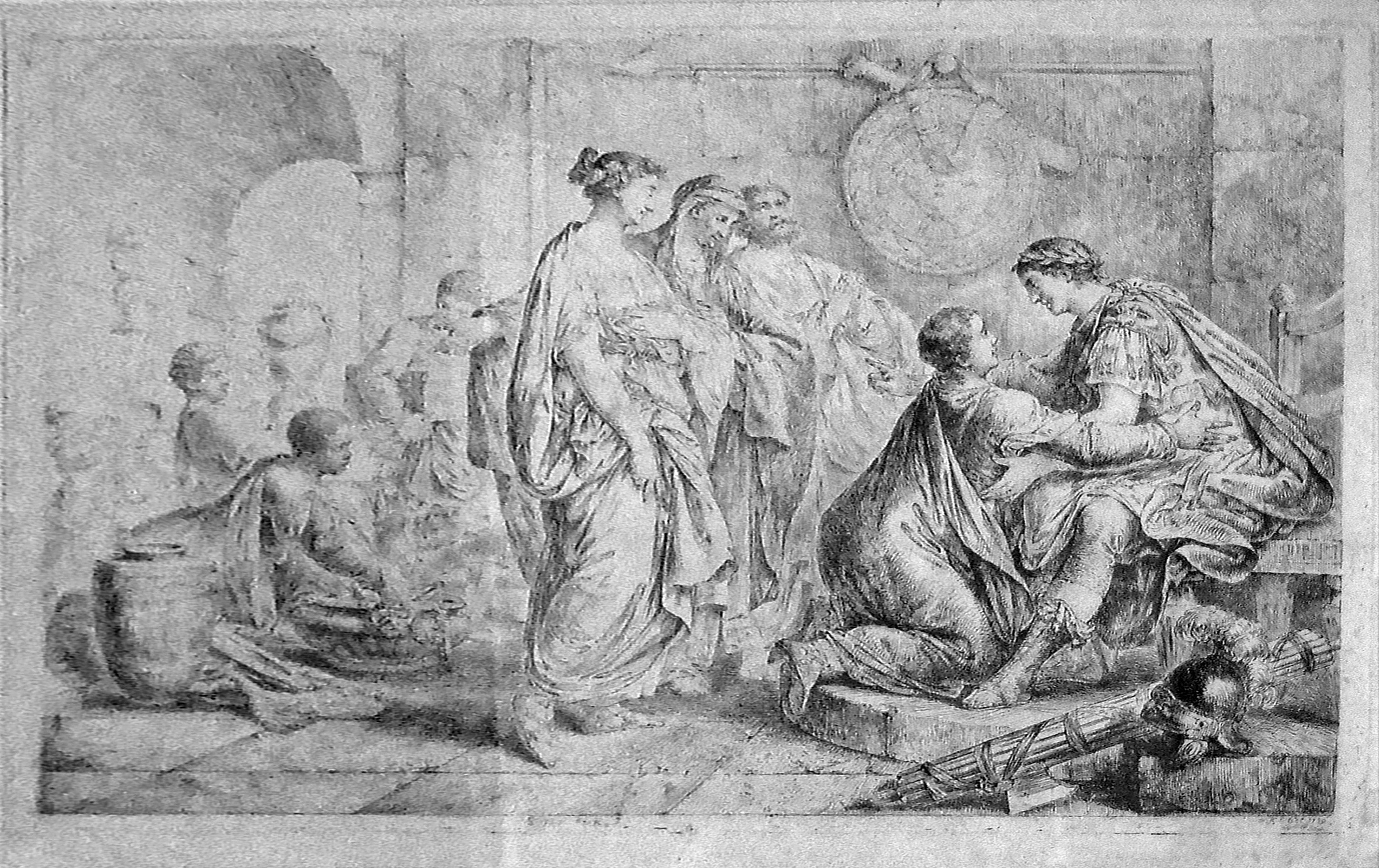
La Clémence de Scipion, 1779
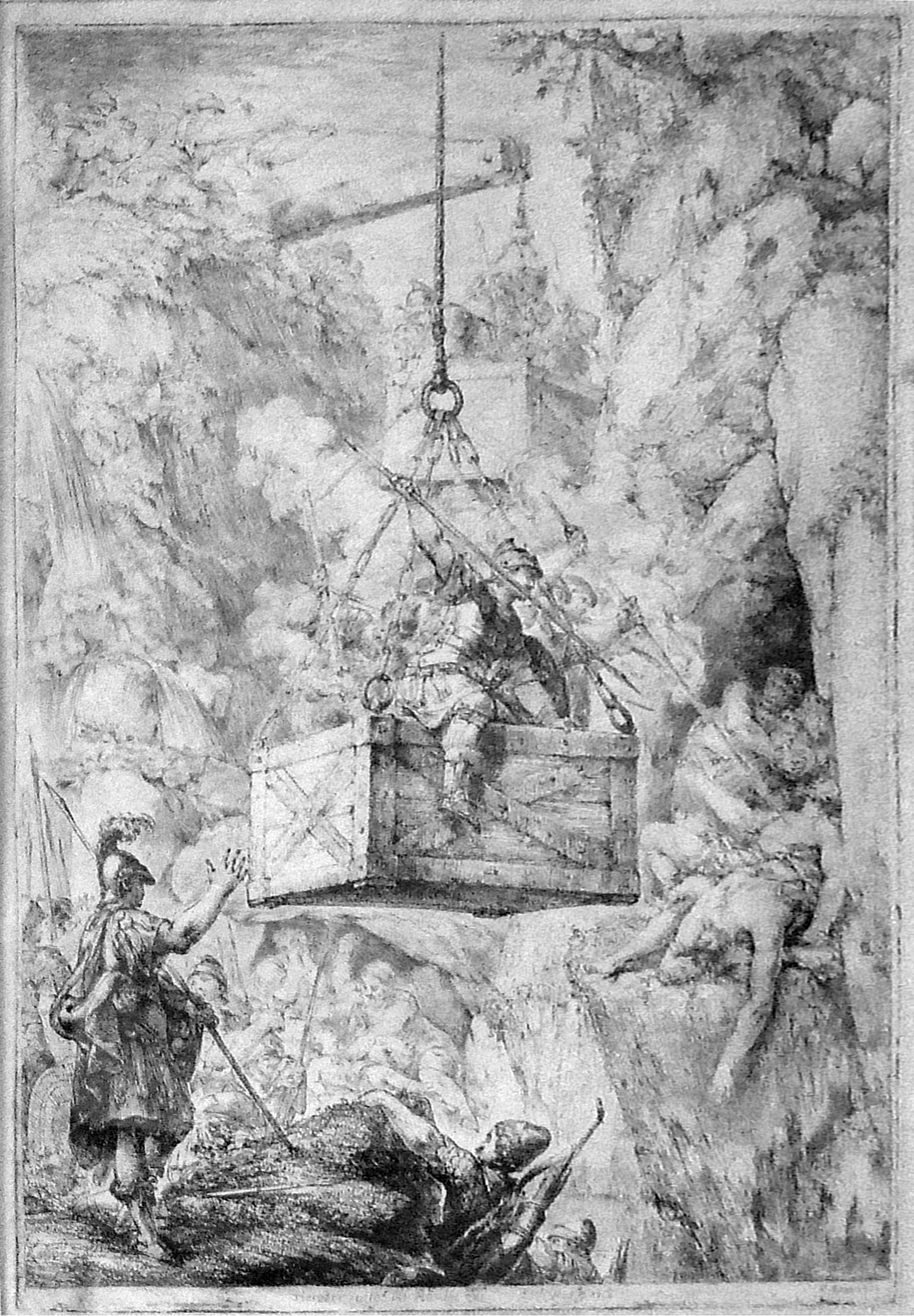
Hérode anéantit une bande de voleurs, 1779

#### Sujets médiévaux

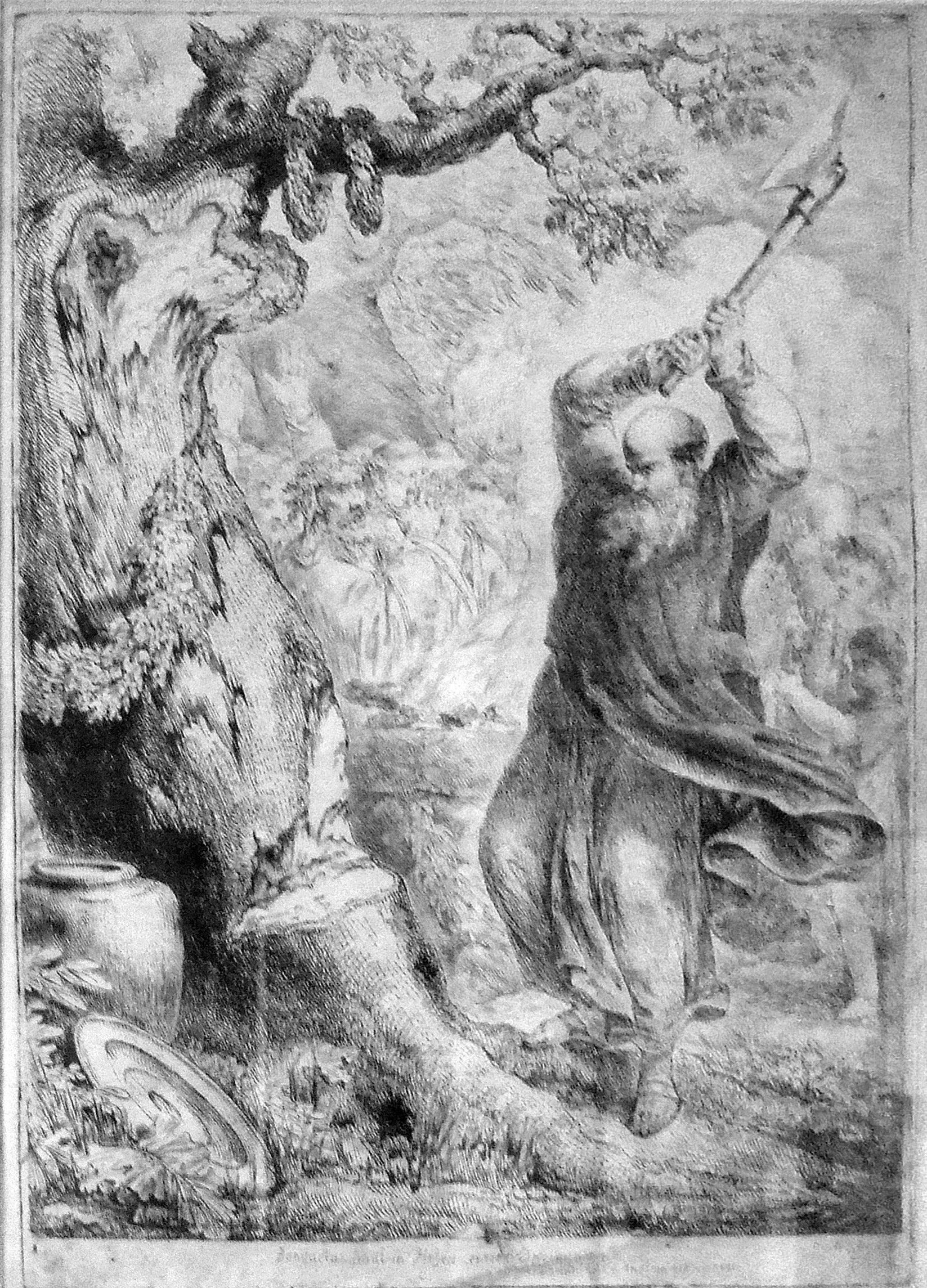
Saint Boniface abat un arbre aux sacrifices en Hesse, vers 1781
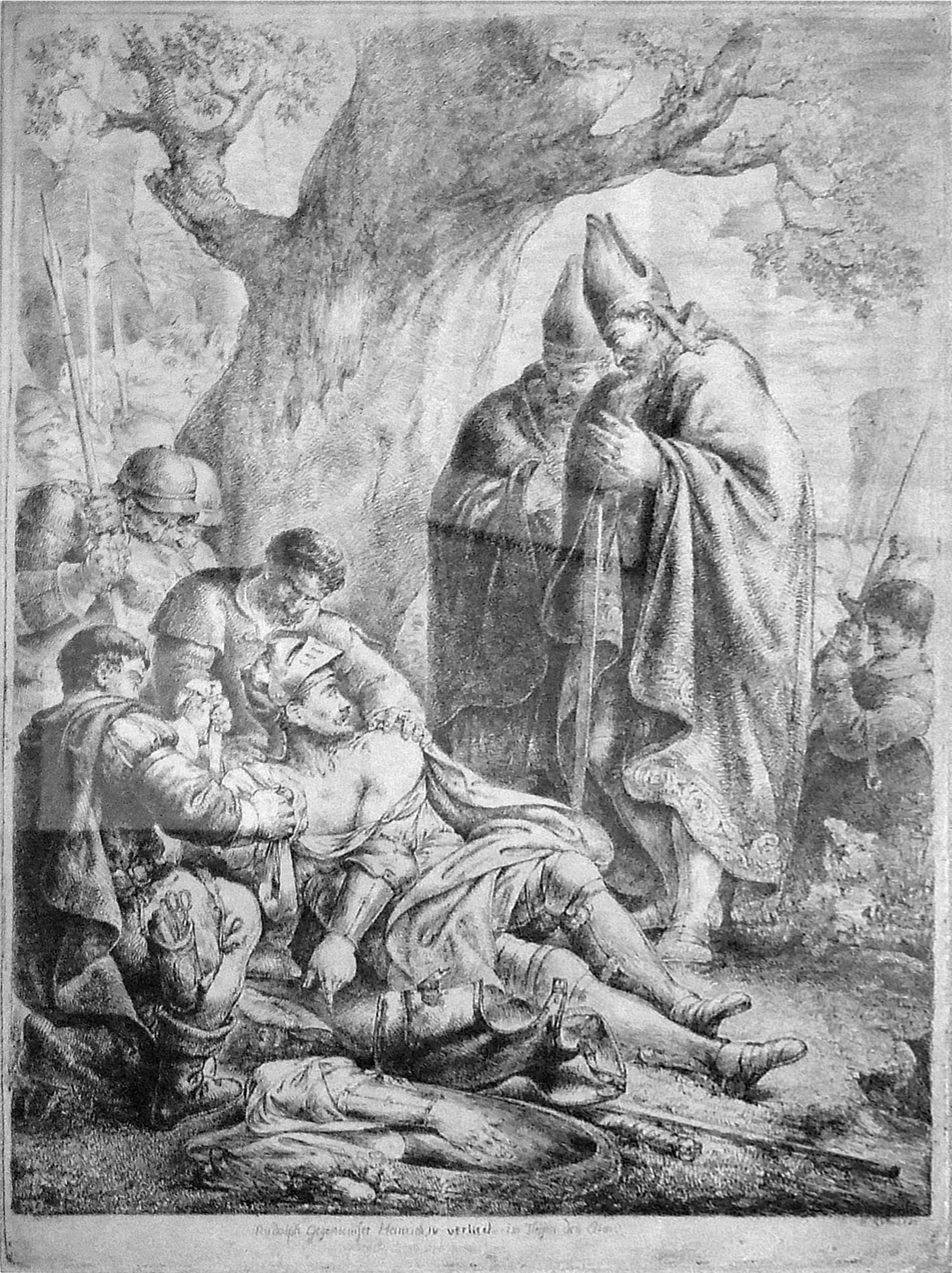
Rodolphe de Rheinfelden, antiroi des Romains contre l'empereur Henri IV, perd son bras lors d'une bataille, 1781
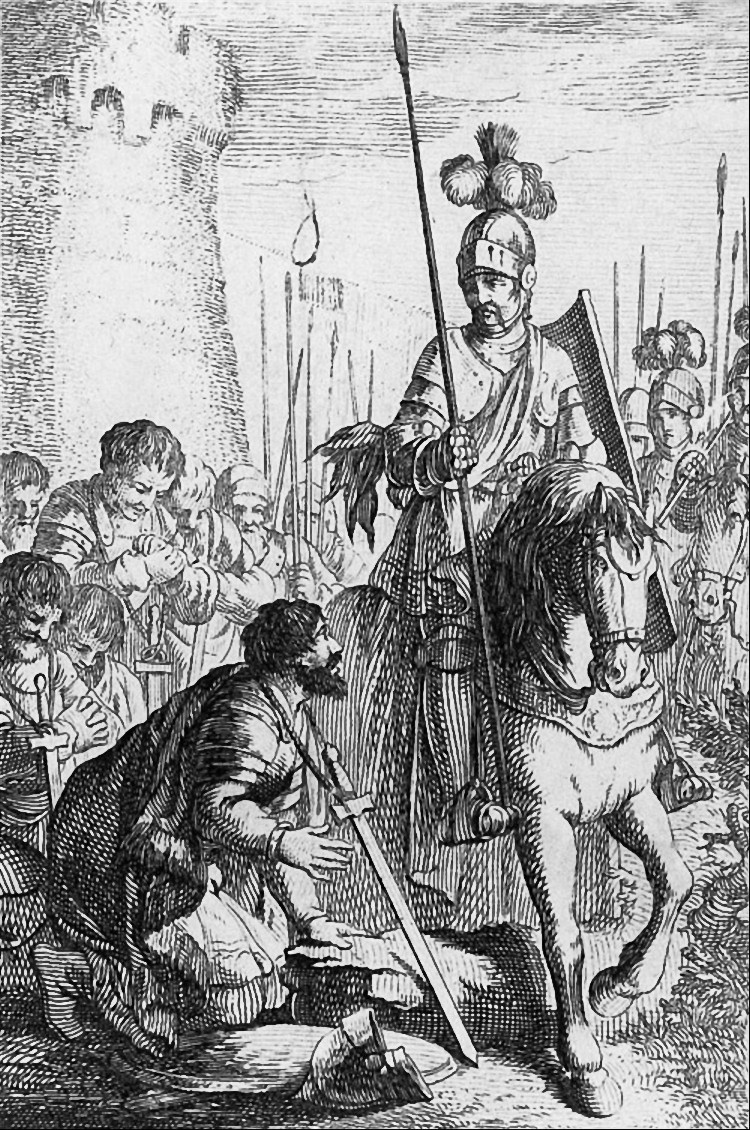
Henri le Lion (Henri XII de Bavière) soumet les Wendes, 1781
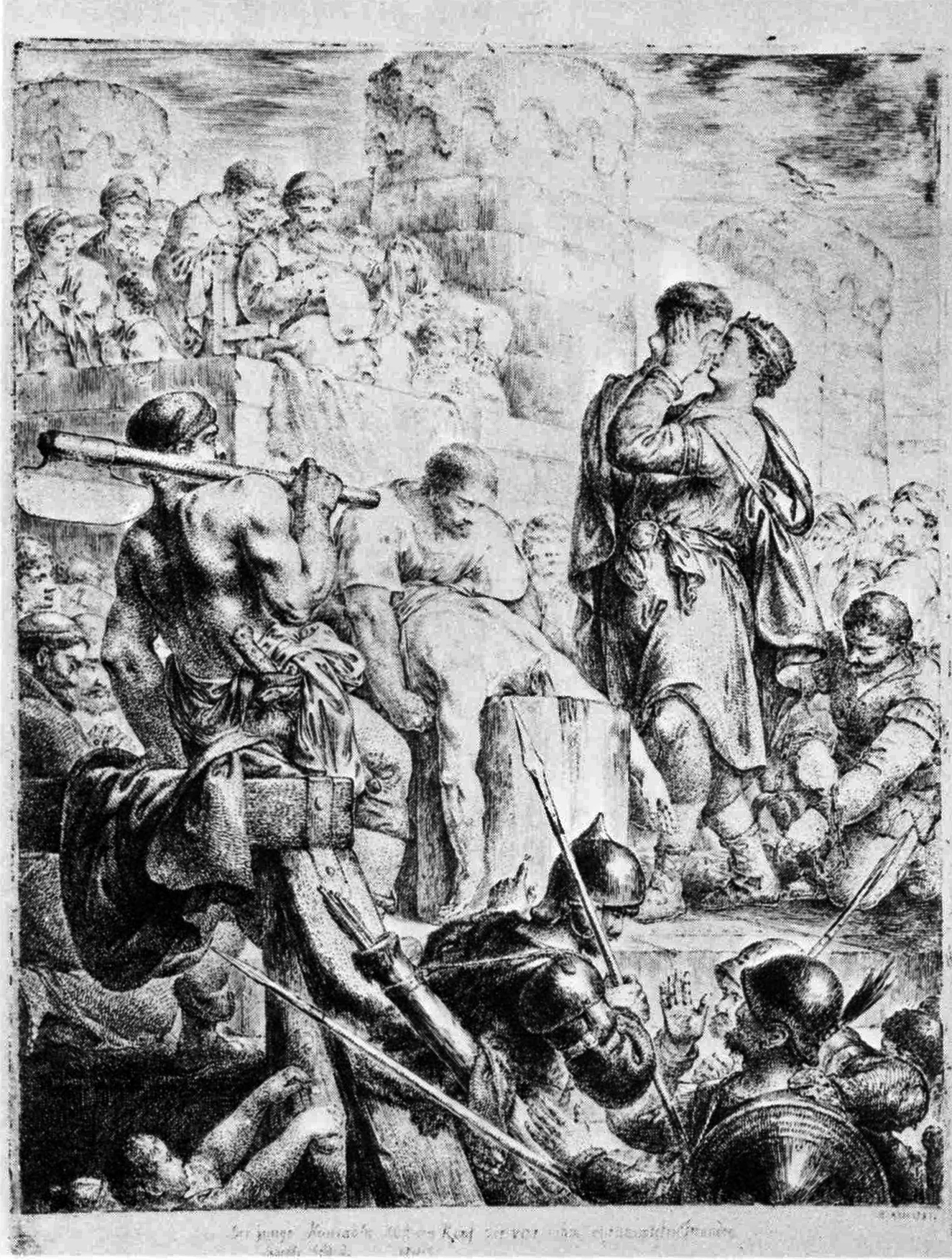
Le jeune Conradin embrasse la tête d'un de ses compagnons qui vient d'être décapité avant lui, 1781
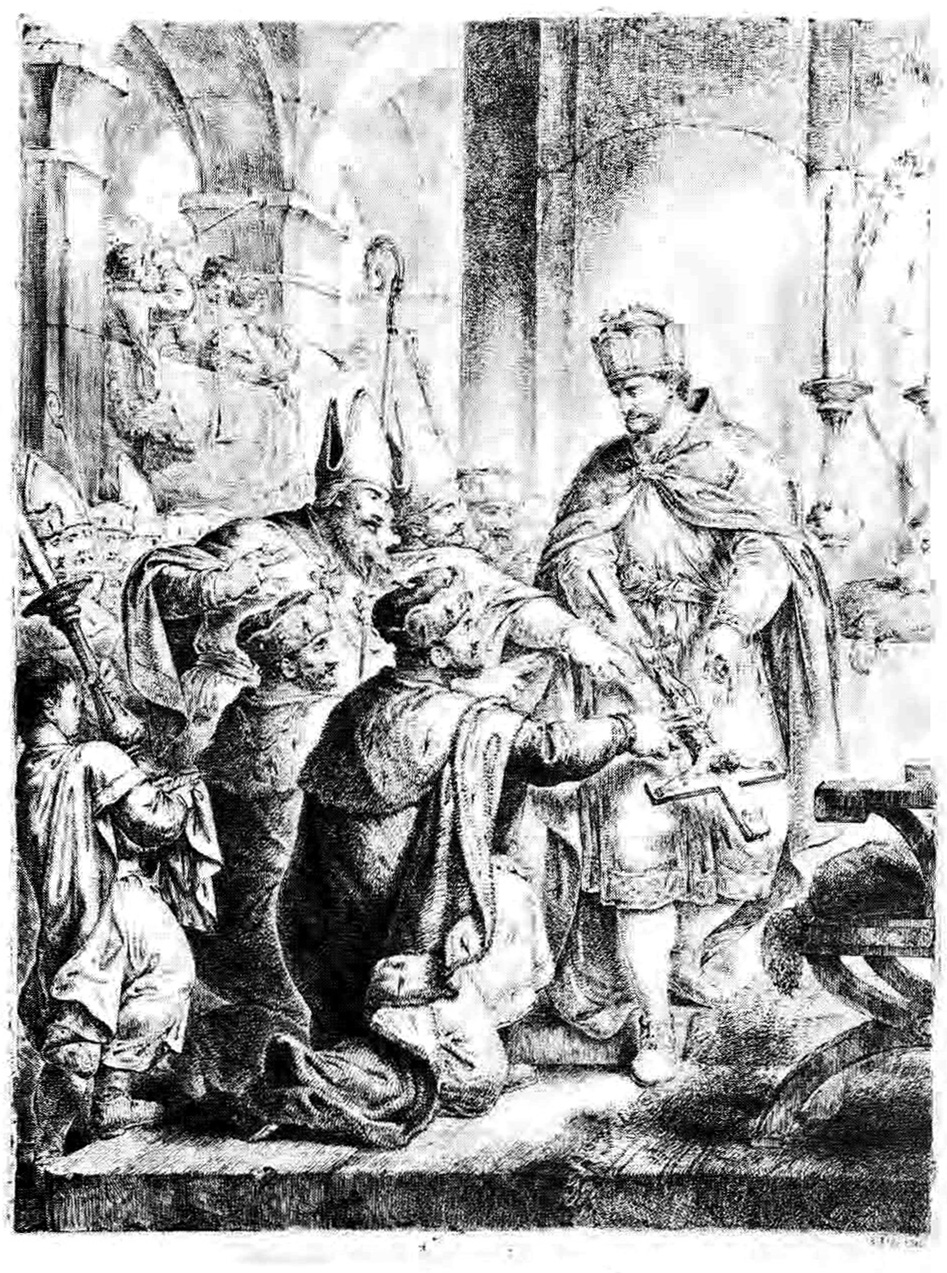
Rodolphe Ier de Habsbourg prend le crucifix au lieu du sceptre, 1782
Jan Hus sur le bûcher, vers 1781

#### Thèmes de l'histoire du Brandenburg

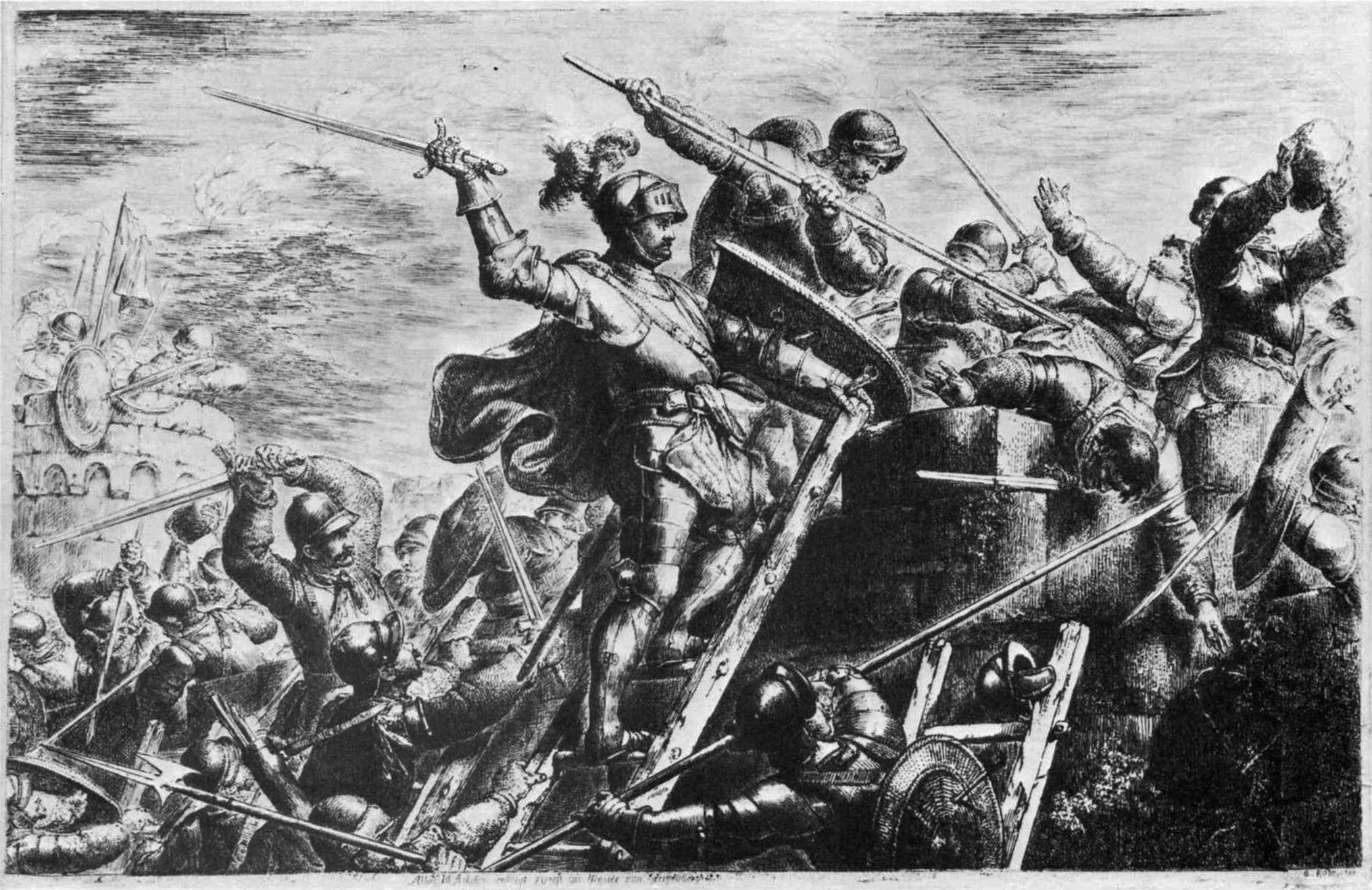
Albert III Achille de Brandebourg escalade le premier les murailles de Greiffenberg, 1783
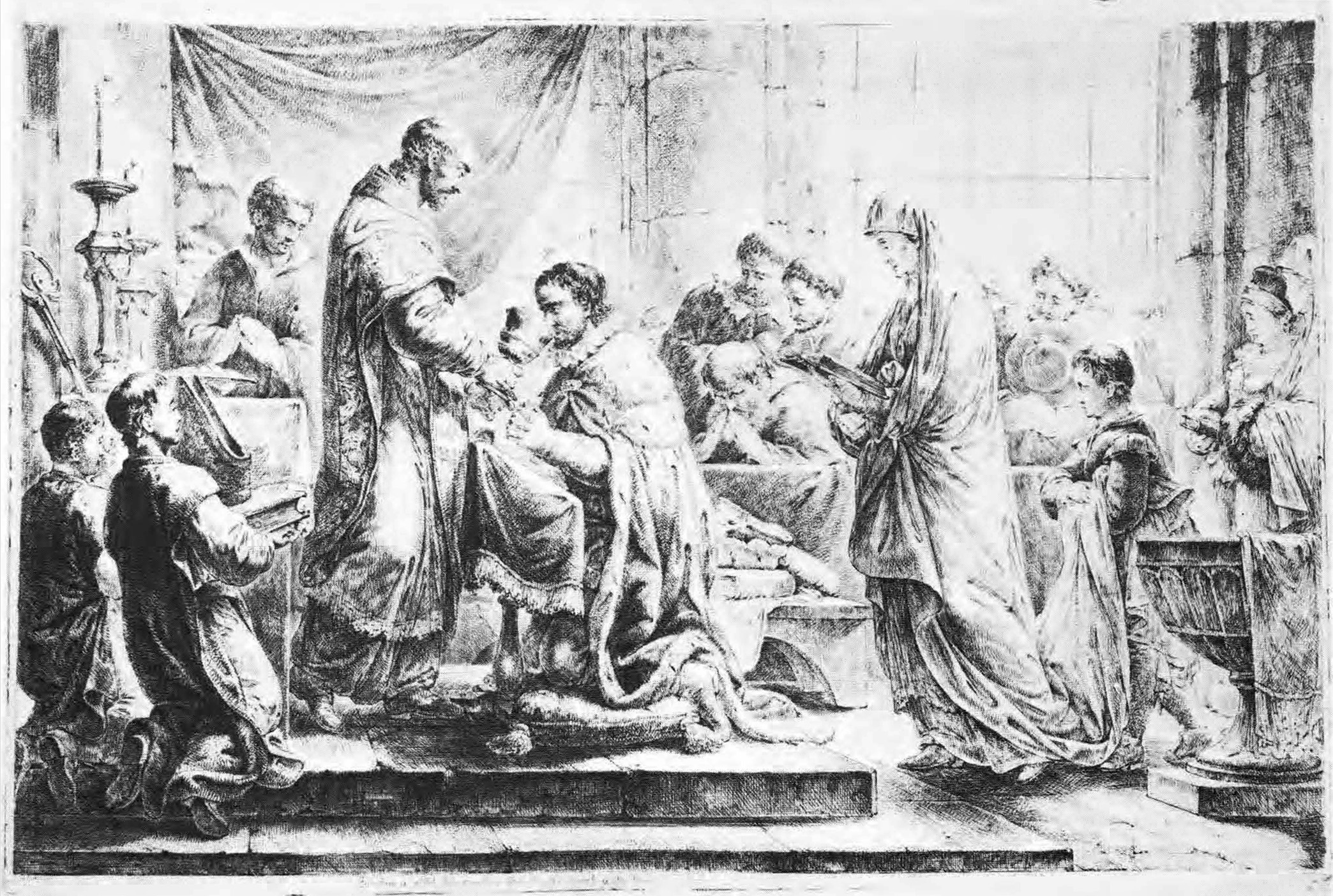
Joachim II Hector de Brandebourg reçoit le communion sous les deux espèces, 1783
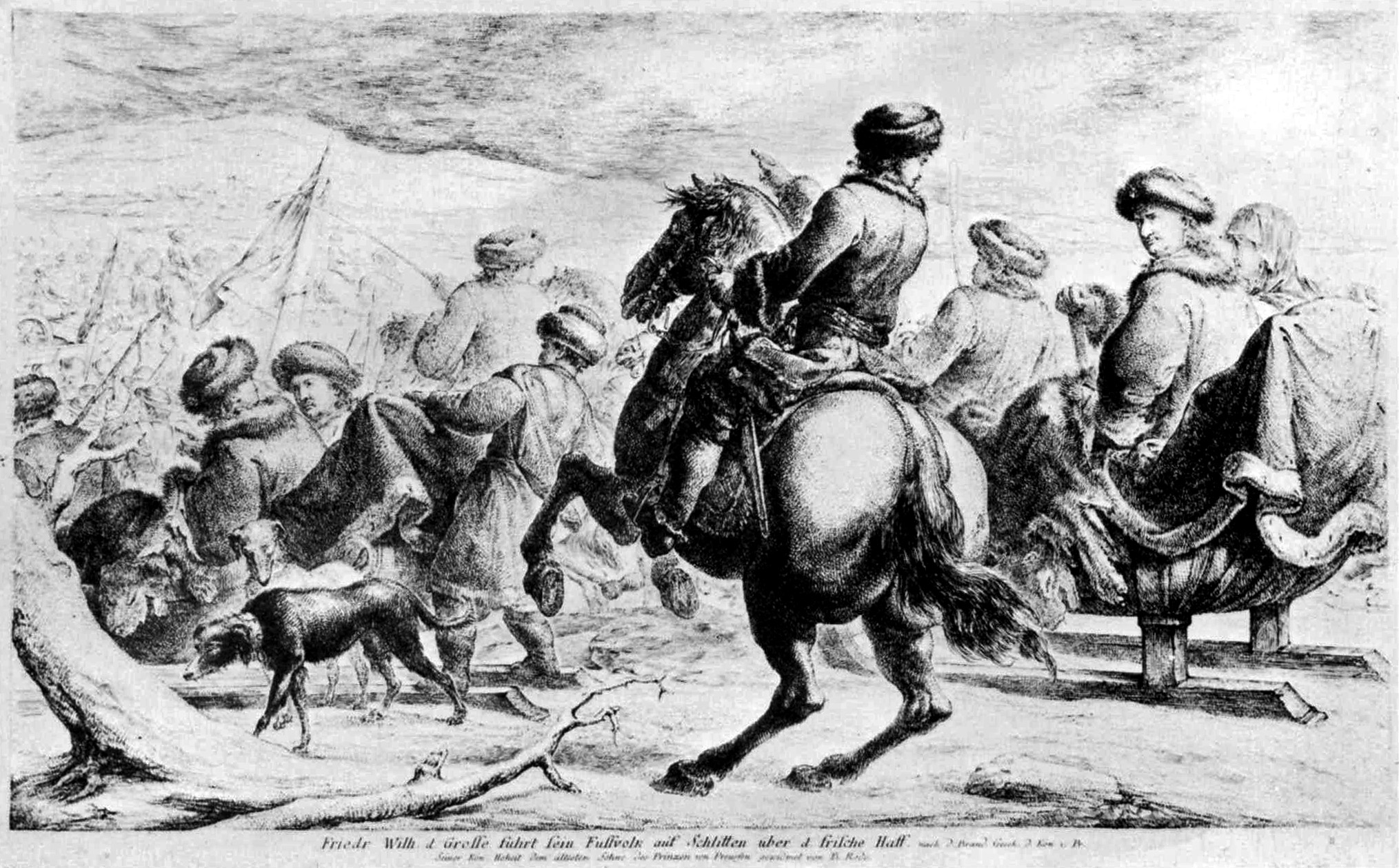
Frédéric-Guillaume Ier de Brandebourg fait passer en 1679 la lagune de la Vistule à son infanterie sur des traîneaux, vers 1783

#### Thèmes contemporains

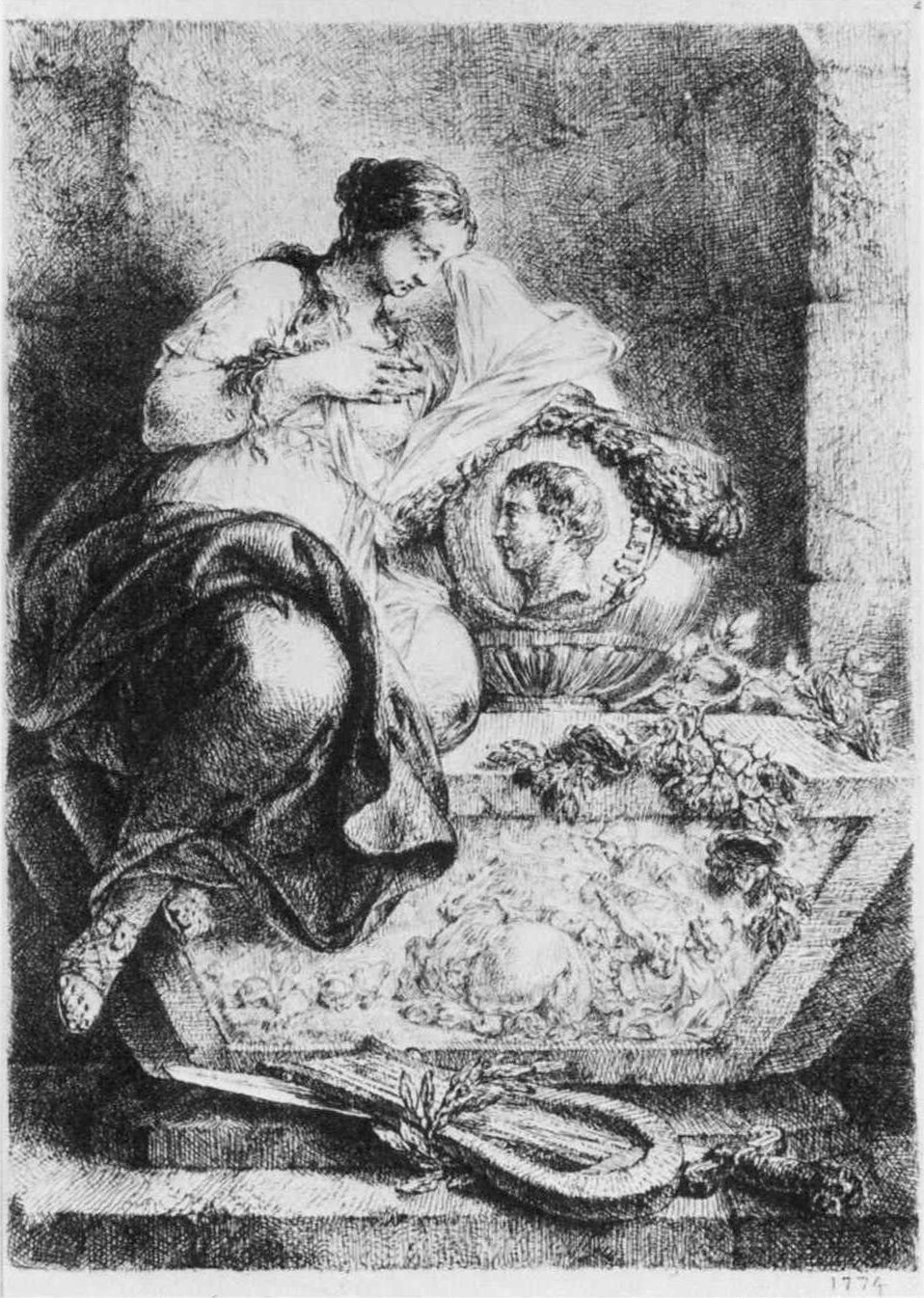
La déesse de l'amitié couronnant Ewald Christian von Kleist, 1774
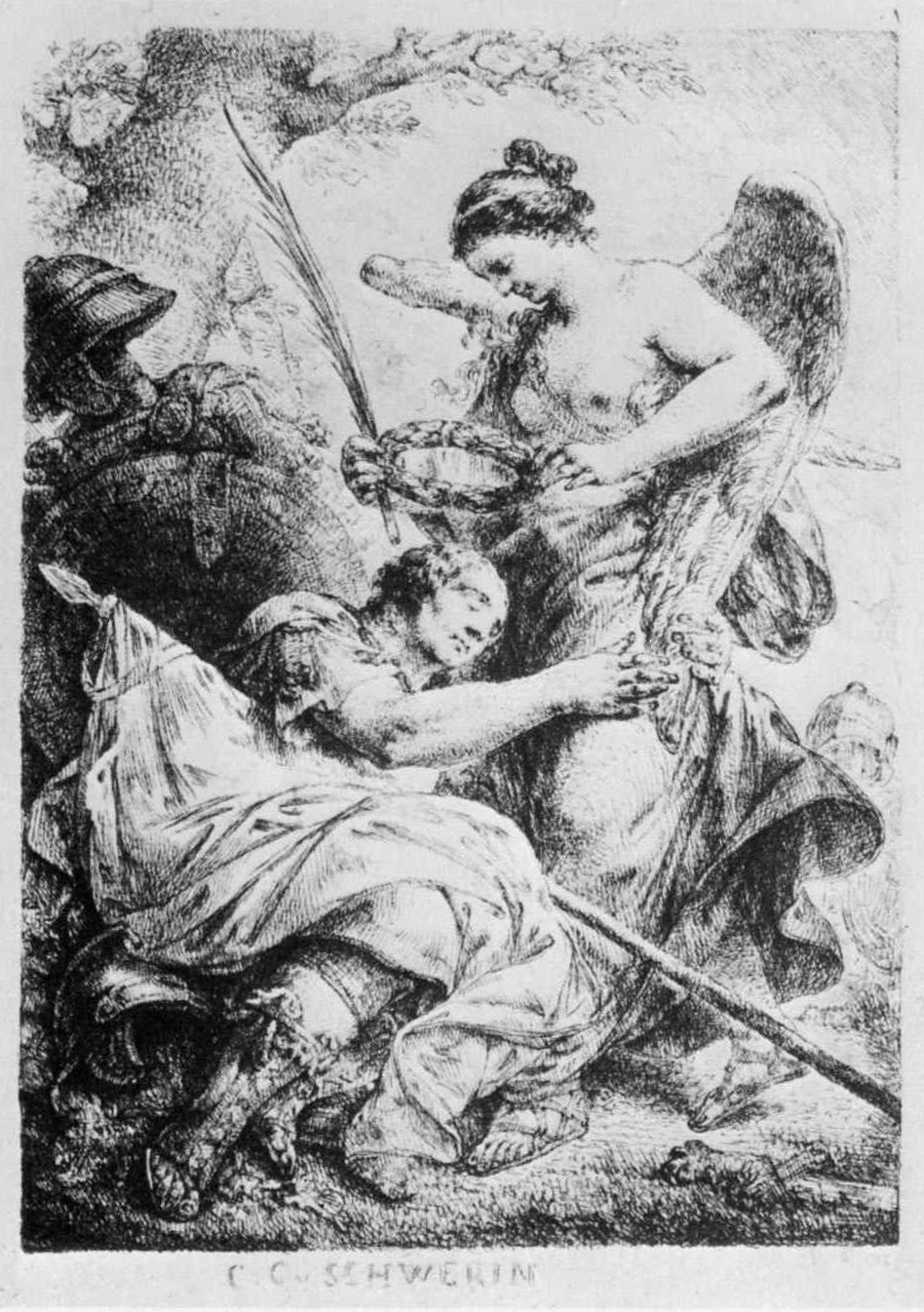
Le général Otto Magnus von Schwerin embrassant la victoire, vers 1777
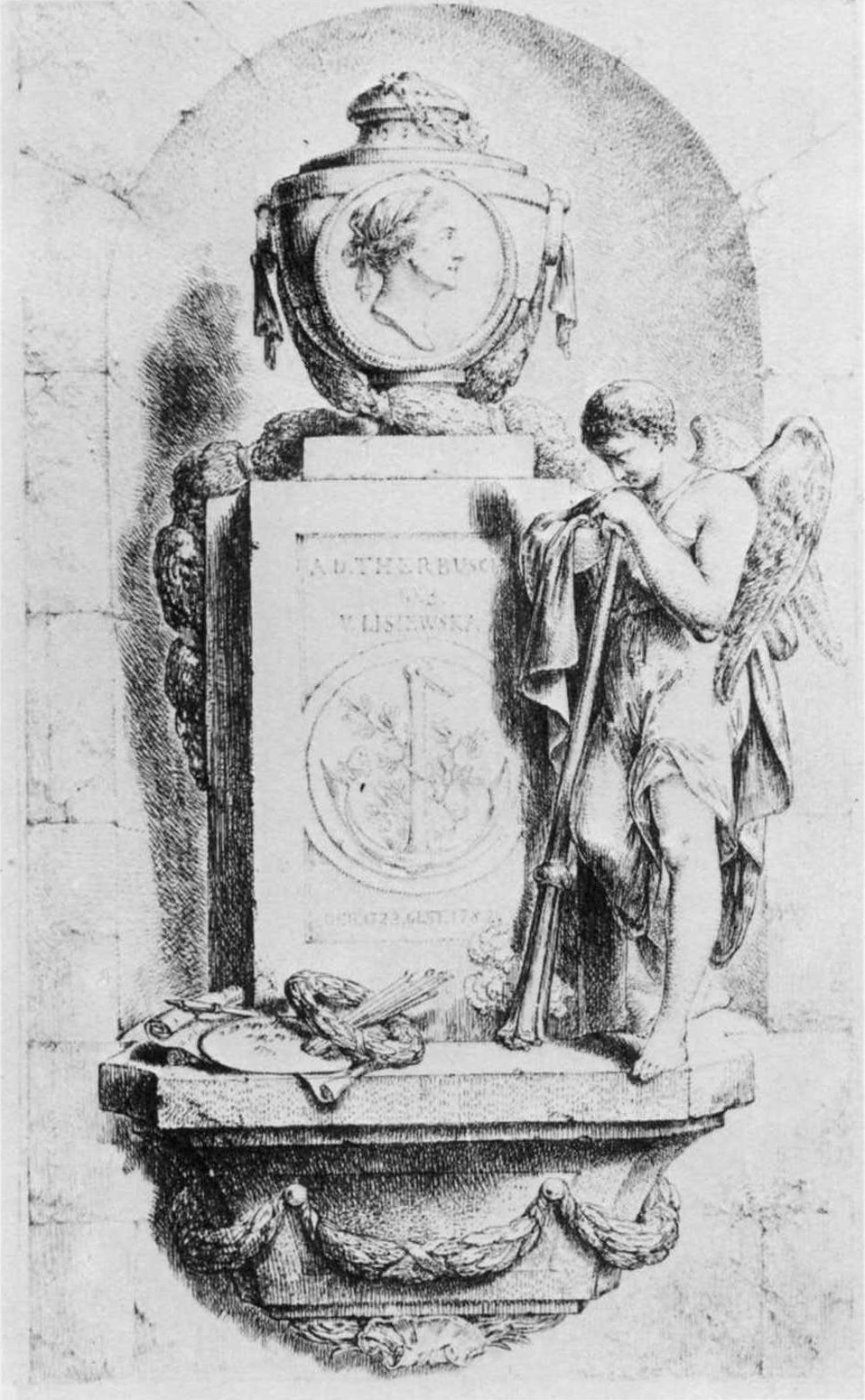
En mémoire de la peintre Anna Dorothea Therbusch, vers 1782